# Gobierno de Gabriel Boric
El gobierno del presidente Gabriel Boric Font inició el 11 de marzo de 2022, tras su victoria en la segunda vuelta de la elección presidencial de Chile de 2021. Su mandato se extenderá hasta el 11 de marzo de 2026, fecha en la que debe producirse la investidura de su sucesor. 

## Situación previa

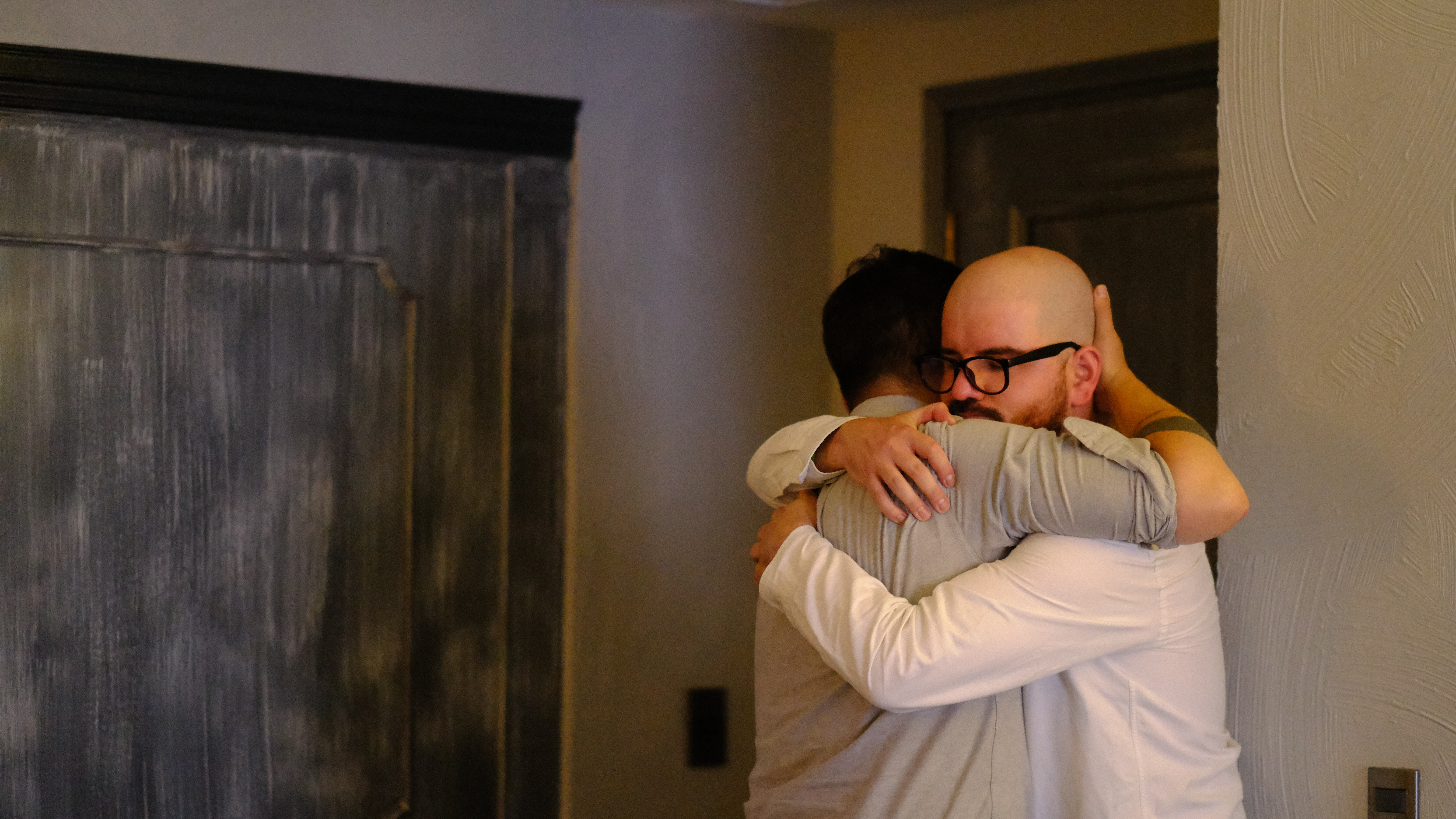
El diputado Giorgio Jackson (izquierda) abrazando a Boric segundos después de saber que Gabriel será presidente de Chile.

El 20 de diciembre de 2021 a las 14:00 (GMT-3), Boric se reunió en el Palacio de La Moneda con el presidente saliente, Sebastián Piñera, para dar inicio a la transición. Fuera del palacio fue recibido por un grupo de seguidores, quienes interactuaron con Boric durante breves minutos. Acompañado por Izkia Siches y Giorgio Jackson, colaboradores cercanos de Boric durante la campaña electoral, el presidente Piñera afirmó sobre la asunción de su sucesor «es una tremenda responsabilidad, pero creo que contará con el apoyo constructivo de todos los chilenos». Boric informó que en la reunión se habló de política exterior y dar continuidad a la misma, la pandemia de COVID-19, y temas relativos al presupuesto público. Sobre la conformación de su gabinete, no ofreció detalles al momento. Prometió formar un gabinete «para ortogar certezas», añadiendo además que la conformación del tren ejecutivo no respondería a cuotas partidistas. Luego de finalizar la reunión, el presidente Piñera le enseñó las instalaciones del palacio presidencial al presidente electo.
El 10 de enero de 2022 fue proclamado oficialmente como presidente electo por el Tribunal Calificador de Elecciones de Chile (Tricel); el acto estuvo encabezado por la presidenta de la institución, Rosa Egnem Saldías, los otros cuatro ministros integrantes del mismo, el presidente de la Corte Suprema (Juan Eduardo Fuentes) y la lectura del acta de proclamación estuvo a cargo de la secretaria relatora del Tricel, Carmen Gloria Valladares.

## Ceremonia de cambio de mando

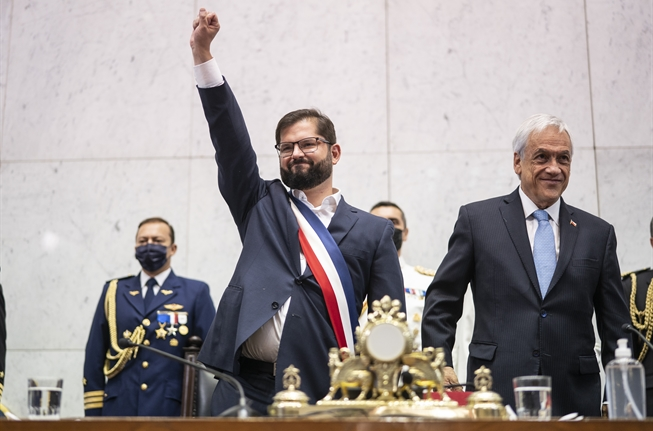
Gabriel Boric en la ceremonia de cambio de mando de 2022.

El cambio de mando se realizó el 11 de marzo de 2022, en el Salón de Honor del Congreso Nacional en Valparaíso, donde prestó el juramento de rigor, asumiendo en pasado el mediodía e iniciando de inmediato sus funciones.
Su primer acto como presidente de la República fue el nombramiento y toma de juramento o promesa de sus ministros de Estado. Luego realizó una reunión cumbre junto a sus ministros y los representantes extranjeros en el Palacio Presidencial de Cerro Castillo.
El equipo de Boric nombró la ceremonia como «Cambio de Mando Ciudadano», realizando un acto con el mismo nombre el 13 de marzo en la comuna de La Pintana.

## Gabinete ministerial

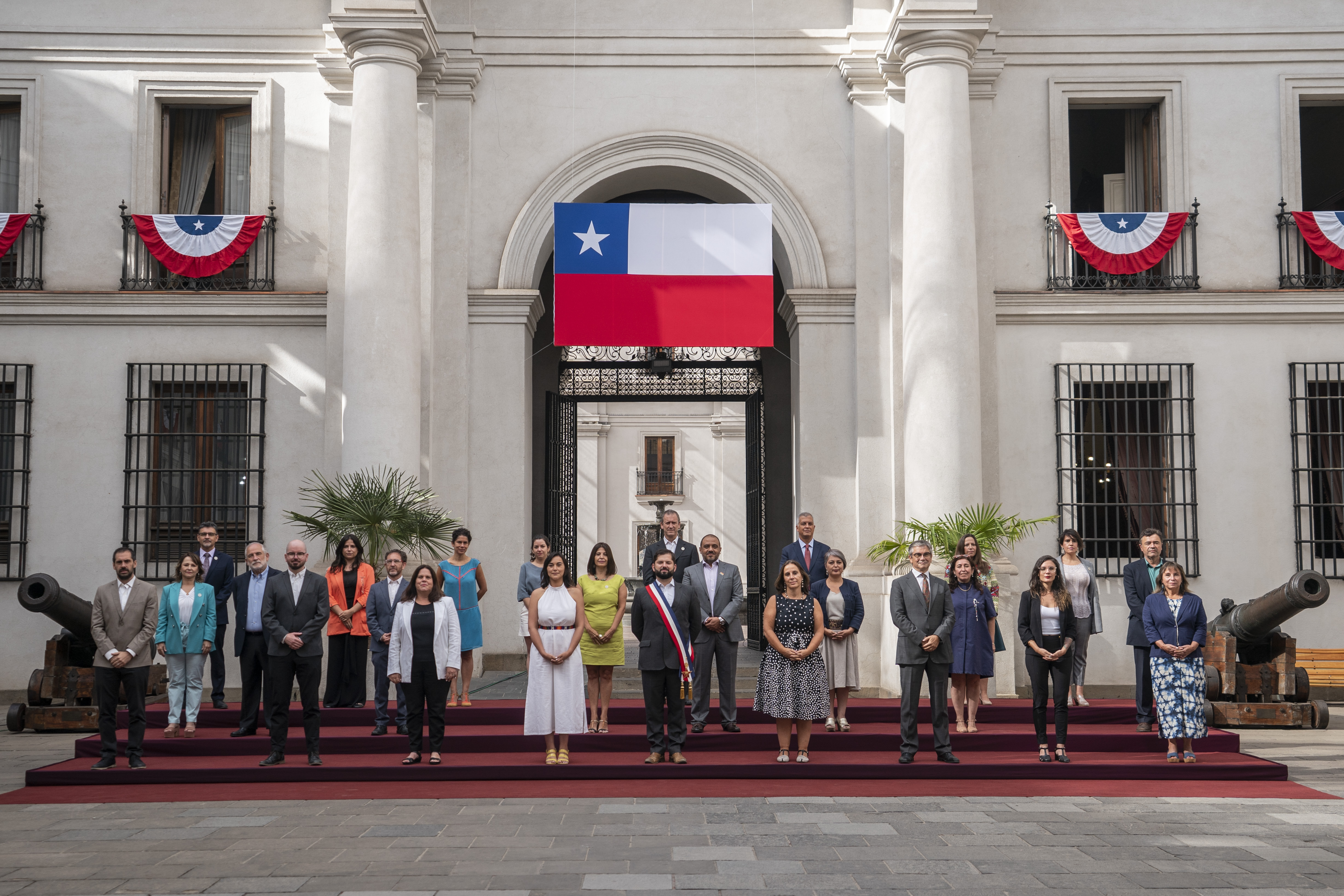
Fotografía del primer gabinete ministerial de Gabriel Boric, realizada el 12 de marzo de 2022 en el Palacio de La Moneda.

Los ministros y ministras que asumieron sus funciones el 11 de marzo de 2022 son parte de las coaliciones Apruebo Dignidad, Socialismo Democrático y un tercio de independientes. Al estar conformado por 14 mujeres y 10 hombres, es el primer gabinete en la historia de Chile en tener mayoría de mujeres.

## Interior y seguridad pública

### Retiro de querellas contra detenidos en estallido social
La primera medida que tomó el gobierno fue retirar 139 querellas invocando la Ley de Seguridad del Estado en lo que respecta a delitos que alteran el orden público para personas detenidas dentro de los disturbios provocados durante el estallido social de 2019. En una entrevista televisada, el presidente Boric aseveró que espera que el proyecto de ley de amnistía para ellos «llegue a buen puerto» en el Congreso Nacional, calificando esta acción más que de impunidad, como un «punto de encuentro y sanación».

### Estado de excepción en la Araucanía
Dentro del contexto de los incidentes en la región histórica de la Araucanía, enmarcado en el conflicto en La Araucanía, el gobierno a través de la ministra vocera de gobierno, Camila Vallejo (PCCh), reiteró la no renovación del Estado de Excepción por parte del Ejecutivo, el cual rige desde el 12 de octubre de 2021. Esto se sumó a las declaraciones anteriores de la ministra del Interior, Izkia Siches, quien de la misma manera denominó a la zona como «Wallmapu» y fue a visitar Temucuicui el 15 de marzo, actividad que fue suspendida y retomada a las horas debido a la escucha de disparos en la zona.
En 2023, a dos años del estado de excepción, Boric se convirtió en el presidente que más ha usado esta facultad constitucional.

### Indulto presidencial a condenados del estallido social y exFPMR y pensiones de gracia
El 30 de diciembre de 2022, el presidente Boric anunció que concedió la libertad a doce condenados por delitos ocurridos durante el estallido social y a un exguerrillero del Frente Patriótico Manuel Rodríguez (FPMR). Esto generó una controversia a nivel político, luego de que Gabriel Boric emitiera opiniones sobre algunos de los juicios que indultó a través de los medios de comunicación chilenos. El Tribunal Pleno de la Corte Suprema de Justicia de Chile —organismo que había ratificado una condena de uno de los indultados— se reunió de manera extraordinaria, emitiendo un comunicado el 3 de enero de 2023 dirigido al presidente de la República, donde le «recordaron» las atribuciones y facultades del Poder Judicial de Chile y la no injerencia de los otros poderes del Estado en ellas como principio básico de la democracia. Como una de las consecuencias políticas, la ministra de Justicia y Derechos Humanos, Marcela Ríos, pidió su renuncia, la cual fue aceptada por el presidente el 7 de enero.
Varios indultados poseían detenciones policiales previas y un prontuario delictivo previo a 2019, lo que causó polémica respecto a la medida presidencial.
Entre los indultados estuvo Luis Castillo quien en menos de un año volvió a la cárcel por un presunto secuestro.
Boric otorgó pensiones de gracia a manifestantes de 2019, entre ellos Andrés Fuica, condenado por saquear un supermercado y a José Lagos quien ya estaba condenado por producción de pornografía infantil.

### Plan de recuperación de espacios públicos
Busca, en colaboración con distintos Ministerios, incluyendo al de Desarrollo Social situado por Giorgio Jackson y coordinaciones regionales, reducir las carpas y personas en situación de calle que ocupan espacios públicos, poniendo al Estado presente, apoyando con centros, reinsercion laboral y protección social. El plan ha completado el 94 % del eje.

### Plan Buen Vivir Araucanía y reducción de violencia
El plan consiste en resolver los principales conflictos de la región de la Araucania.
El Gobierno en ese momento identificaba la falta de diálogo respecto de la restitución de tierras y facultades de protección sobre la población indígena en zonas rurales, pese a esto, la violencia logró reducirse un 40 %.

### Primera Política Nacional contra el Crimen Organizado
El gobierno de Gabriel Boric fue el primer Gobierno en realizar una política pública nacional contra el crimen organizado. Fue liderado por la nueva ministra, Carolina Tohá, donde además se implicó mucho presupuesto y concreciones respecto la acción del Estado.

### Plan "Menos Armas, Más Seguridad"
Es un Plan centrado en el control de armas, aunque es prácticamente voluntario, se han incautado, supervisado y destruido más de 17 mil armas de fuego.

### Facultades de gendarmería
Criminaliza el delito de extorsión facultando la acción de gendarmería y la intervención del Ministerio Público.

### Plan "Calles sin Violencia"
Fue anunciado junto a la promulgación de la ley Nain-Retamal, y consiste en intervenciones de carácter regional y comunal en aquellas comunas con mayor concentración de delitos graves, especialmente homicidios con uso de armas de fuego. También implicó un considerable aumento de recursos.

### Ley Nain-Retamal
La Ley Nain-Retamal fue promulgada por el Presidente Boric y lleva el apellido del Carabinero Eugenio Nain y de Carlos Retamal. La ley causó polémica, llamada "Ley Gatillo Fácil" por los opositores del proyecto de ley original, por el monopolio privilegiado de la fuerza que tendría Carabineros de Chile. Sin embargo, cabe aclarar que la que se terminó aprobando en el Senado da las mismas facultades que Carabineros ya tenían respecto al uso de la fuerza. Aun así, llevó a una discusión en la Cámara de Diputadas y Diputados.

### Ley antinarcotráfico
La ley antinarcotráfico, que llevaba años sin aprobarse, amplía el comiso de sus bienes y ganancias, utilizará sus recursos para fortalecer la investigación y persecución y aumentará penas a quienes provean drogas a niños.

### Plebiscito nacional de 2022

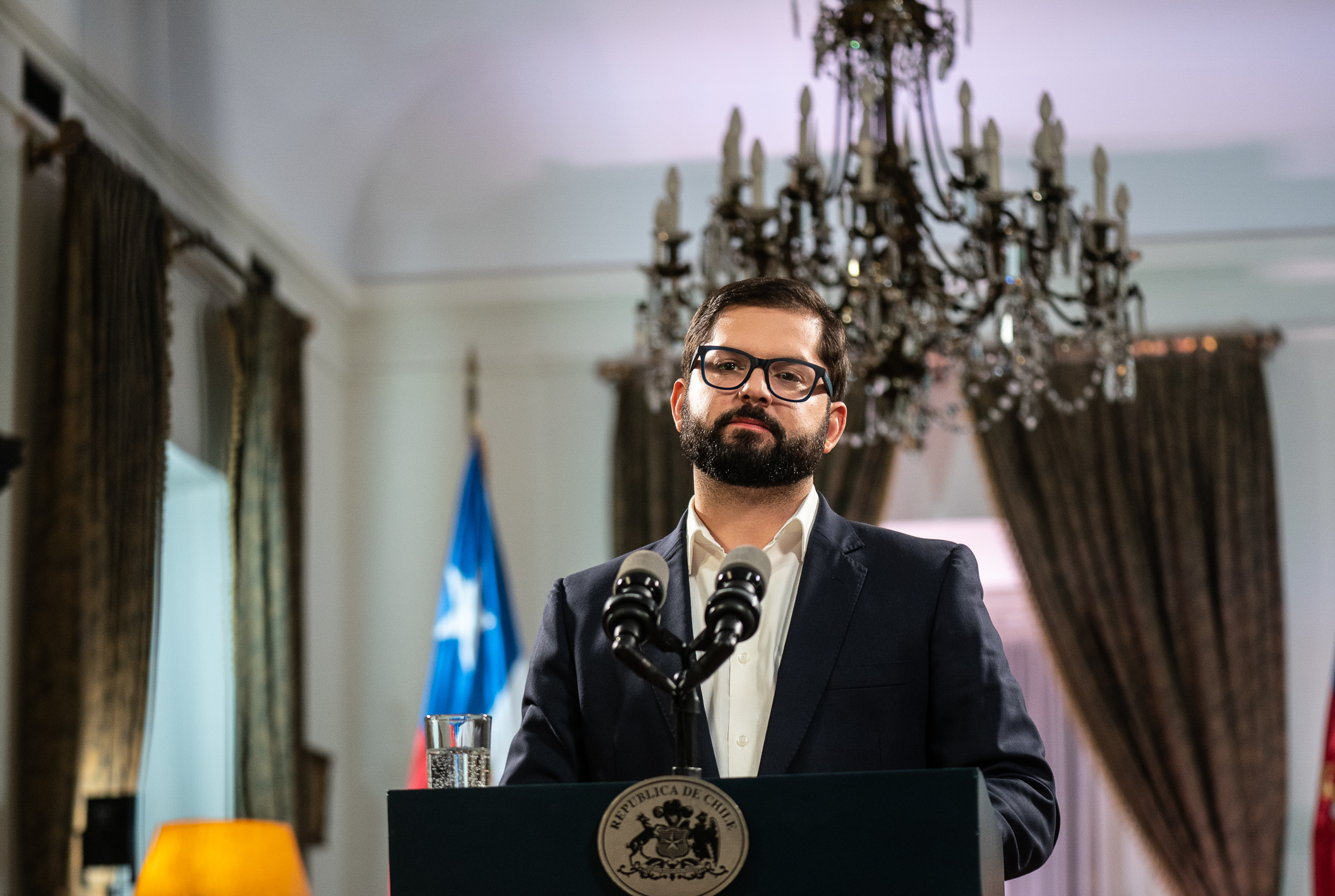
El presidente Gabriel Boric se refiere al resultado del plebiscito constitucional del 4 de septiembre de 2022 en un discurso el día siguiente.

Durante el primer año del gobierno de Gabriel Boric se realizó el plebiscito de salida de proceso constituyente en Chile en donde la opción «Rechazo» se impuso con un 61,89 % contra la opción «Apruebo» la cual obtuvo un 38,11 %.
El presidente reconocería años después que "lo más duro para el Gobierno fue el plebiscito del 4 de septiembre (...) fue una advertencia muy firme de que el Gobierno no estaba sintonizando con las necesidades de la gente" por lo que significó un cambio en el gobierno en dirección hacia la centroizquierda en su gabinete.

### Plebiscito nacional de 2023
Durante el segundo año de gobierno de Gabriel Boric se realizó el plebiscito de salida de proceso constituyente en Chile de 2023 en donde la opción «En Contra» se impuso con un 55.76 % de los votos contra un 44.24 % del «A Favor».

### Incendios forestales
Al gobierno de Gabriel Boric le tocó enfrentar potentes incendios forestales en 2023 y 2024 durante el verano de esos años. Bomberos, PDI y el Ejército confirmaron que hubo intencionalidad de terceros en los incendios. El de 2024 fue el segundo incendio más letal del siglo XXI.

### Funeral de Estado de Sebastián Piñera

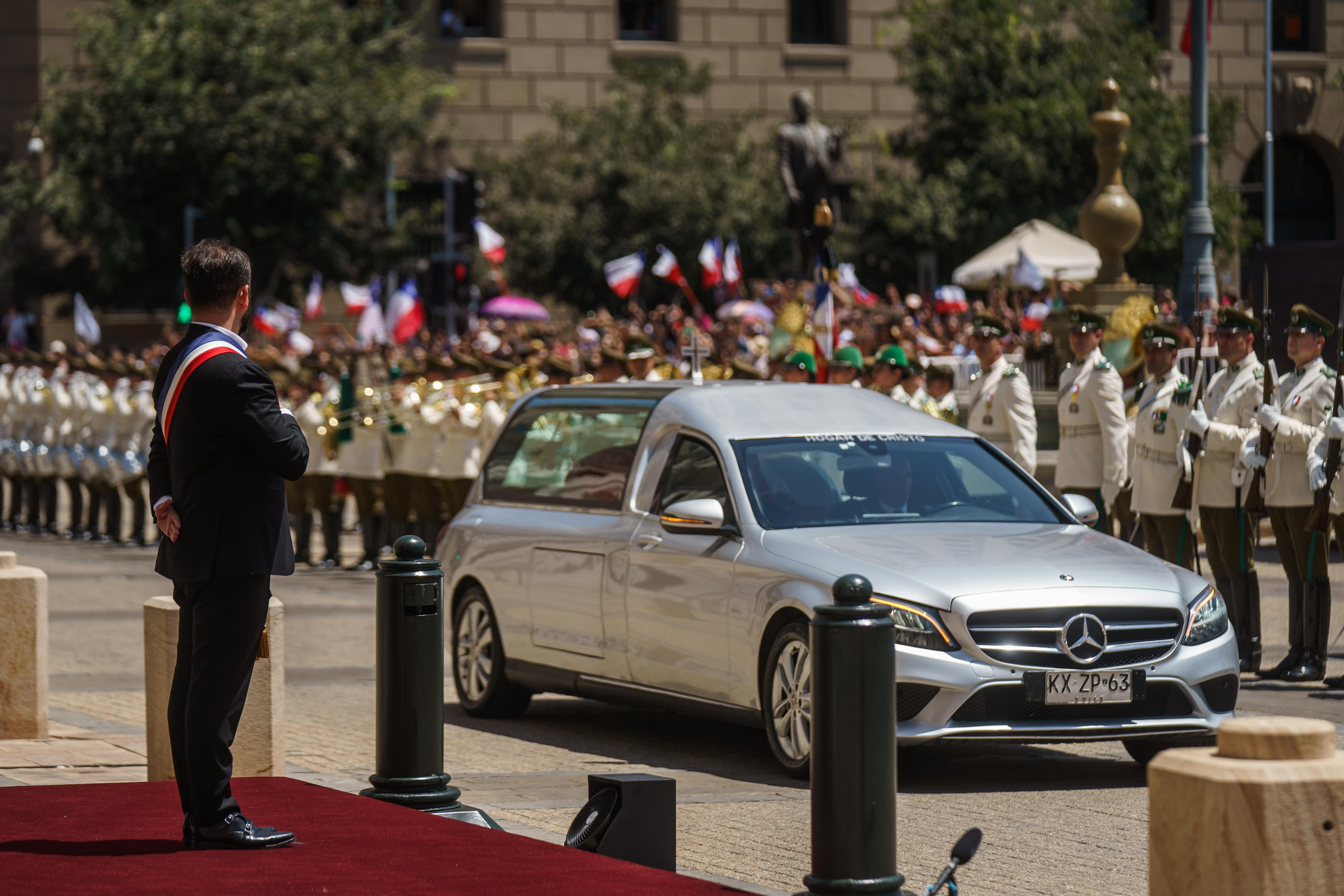
El presidente Gabriel Boric y la Guardia de Palacio realizan un homenaje a Sebastián Piñera frente al Palacio de La Moneda.

El 9 de febrero de 2024 se llevó a cabo el funeral de Estado del expresidente Sebastián Piñera tras su muerte en un accidente de helicóptero en el lago Ranco.

### Visita al polo sur

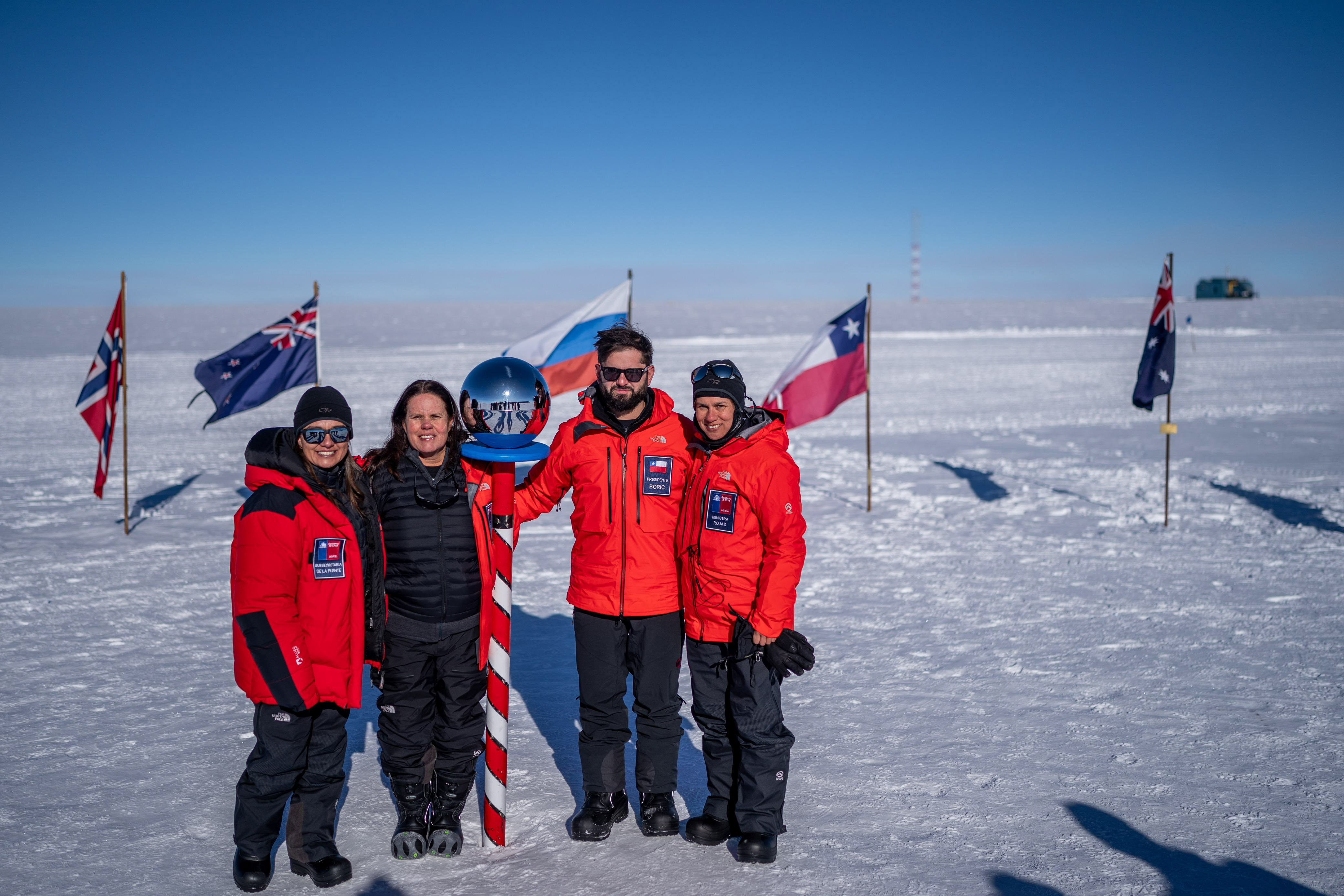
El presidente Gabriel Boric y su comitiva de visita en el Polo Sur en 2025.

El 3 de enero de 2025, el presidente Gabriel Boric se convirtió en el primer jefe de Estado del mundo en pisar el polo sur y tercer jefe de Gobierno, siendo el primero de Iberoamérica. Anteriormente Helen Clark de Nueva Zelanda estuvo en 2007 y Jens Stoltenberg de Noruega en 2011. Al mismo tiempo, Natalia Henríquez Bravo, la piloto que trasladó al presidente, se convirtió en la primera mujer piloto chilena en aterrizar en el polo sur. Por otra parte, el INACH tomó muestras del hielo de la zona para investigar sus niveles de contaminación. Su director, el glaciólogo Gino Casassa formó parte de la expedición.

## Economía
El presidente Boric asumió en marzo de 2022 en medio de una complicada situación económica que incluía una fuerte desaceleración del crecimiento económico, un escenario de alta inflación, tasas de interés elevadas, y cuentas fiscales gravemente deterioradas.

### Crecimiento económico e inversión

#### 2022
En su primer año de gestión (2022), la economía chilena se expandió un 2,4 %, un dato por sobre lo esperado a principios de año por la Encuesta de Expectativas del Banco Central, que proyectaba un crecimiento bastante más bajo, del 1,5 %.El crecimiento del año se explicó principalmente por el desempeño del consumo privado (que aumentó 2,9%) y de la inversión (FBCF), que creció 2,8%.
La inversión extranjera directa se disparó en 2022, llegando a totalizar US$ 20.865 millones, un aumento del 31 % con respecto a 2021. Este registro es el mejor desde 2014, es un 50 % superior al promedio de los 5 años anteriores y supera por un 46 % el promedio histórico. Durante 2022 entraron al país US$ 8851 millones como nuevos aportes de capital, y la reinversión de utilidades alcanzó US$ 10.777 millones. Los instrumentos de deuda llegaron a US$ 1237 millones.

#### 2023
En el segundo año de gestión la economía chilena creció un 0,2%, un resultado por sobre lo esperado a principios de año por la Encuesta de Expectativas del Banco Central, que proyectaba una caída del PIB de 1,5%.Las exportaciones netas compensaron la caída de la demanda interna (-4,2%).
La inversión extranjera directa creció un 19,2% en 2023, llegando a totalizar US$21.738 millones. La IED en el año fue un 50% mayor respecto al promedio de la serie histórica y superó en un 36% al promedio del último quinquenio. Las participaciones en el capital alcanzaron los US$10.704 millones, la reinversión de utilidades US$ 8.844 millones y la  deuda relacionada US$ 2.189 millones.

### Empleo y salarios

#### 2022
En 2022, el desempleo se estabilizó en 7,9 %. En diciembre de 2022 la tasa de participación laboral alcanzó un 60,3 %, hecho que no ocurría desde marzo de 2020 (es decir, antes de la pandemia). En una variación a 12 meses se generaron 286.944 empleos. La informalidad laboral bajó en 2022 de un 28,3 % a un 27,4 %
Como consecuencia del alza de los precios, los sueldos de los chilenos cayeron un 1,7% en el año. El crecimiento de los salarios nominales alcanzó el 10,8%, lo que no logró compensar el aumento del IPC en el año (12,8%.) La remuneración media por hora ordinaria fue $6.162 pesos.

#### 2023
El desempleo aumentó 0,6 puntos porcentuales en 2023, alcanzando una tasa de 8,5%. A pesar de una creación anual de 257.905 puestos de trabajo, la tasa de desocupación creció debido a un fuerte aumento de la fuerza laboral. La tasa de participación creció 1,5 puntos y la tasa de ocupación aumentó 1,1 puntos. La informalidad laboral se elevó levemente de 27,4% a 27,5%.
Gracias al control de la inflación, los sueldos de los chilenos aumentaron 3,6% en el año. El crecimiento de los salarios nominales alcanzó el 7,7%, mientras que el IPC subió 3,9%. La remuneración media por hora ordinaria llegó a $6.667 pesos.

#### 2024
El desempleo cayó 0,4 puntos porcentuales en 2024, alcanzando una tasa de 8,1%. Esto se debe a que el empleo creció más (+0,9%) que la fuerza de trabajo (+0,5%), lo que representa una creación anual de 82.924 puestos de trabajo. La tasa de ocupación informal se ubicó en 26,4%, cayendo 0,9 puntos en el año.
Gracias a una inflación estable, los sueldos de los chilenos aumentaron un 2,7% real en el año 2024. El crecimiento de los salarios nominales alcanzó un 7,3% en diciembre de 2024. La remuneración media por hora ordinaria se situó en $6.704. Para las mujeres, el valor alcanzó $6.515 y para los hombres, $6.878.

### Inflación
Durante el gobierno de Gabriel Boric, Chile ha sufrido un aumento significativo de los precios de bienes y servicios, alcanzando un máximo de inflación interanual de 14,1 % en agosto de 2022. Dicho aumento inflacionario empezó bajo el segundo gobierno de Sebastián Piñera, quien dejó el cargo en marzo del mismo año con una inflación mensual del 1,9 % (la variación en un mes más alta desde 1993) y una inflación interanual del 9,4 % (el nivel más alto desde 2008). La inflación empezó a mostrar signos de desaceleración en septiembre de 2022, con la inflación interanual bajando 4 décimas a 13,7 %. El año 2022 cerró con una inflación de 12,8 %, registrando un IPC mensual de 0,3 % en diciembre, lo que desencadenó optimismo en las autoridades económicas.
En el año 2023 continuó el proceso de desinflación. El IPC de febrero registró una variación mensual del -0,1 %, es decir, deflación (caída de los precios). La inflación interanual se ubicó en 11,9. El año cerró con una tasa de inflación de 3,9% gracias a una sorpresiva caída de 0,5% de los precios en diciembre.
Según la presidenta del Banco Central, Rossana Costa, la principal causa de la inflación es el aumento explosivo de la demanda registrado en el año 2021. Según Costa, 2/3 de la inflación registrada desde inicios de 2021 se debe a factores internos, y el tercio restante responde a factores externos (problemas en la cadenas de suministros a nivel global, el aumento de precios provocado por la invasión rusa a Ucrania, etc.)
El Estado chileno ha buscado controlar la inflación mediante dos herramientas: la política monetaria, controlada por el Banco Central, y la política fiscal. El Banco Central empezó a subir las tasas de interés en julio de 2021 para llegar, finalmente, a una tasa de política monetaria (TPM) de 11,25 %, siendo este el nivel más alto desde 1999. Con esto, el Banco Central busca bajar la inflación destruyendo el consumo interno y estimulando el ahorro encareciendo los créditos, por ejemplo, de consumo e, hipotecarios. El gobierno ha usado la política fiscal para disminuir las presiones inflacionarias, bajando el gasto público. El gasto fiscal en 2022 cayó un histórico 23,1 %, lo que generó el primer superávit fiscal en una década.

### Reducción de la jornada laboral a 40 horas

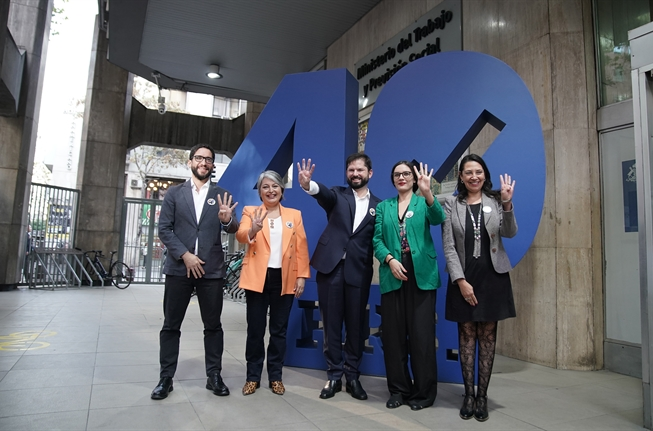
Gabriel Boric en el Ministerio del Trabajo y Previsión Social tras la aprobación de la Ley 40 Horas

El 14 de abril de 2023, el presidente Boric promulgó la ley que reduce la jornada laboral de 45 a 40 horas por semana, despachada por el Congreso Nacional la semana anterior. La iniciativa contempla una implementación gradual con cinco años como tope máximo y distintas modalidades, como la posibilidad de establecer cuatro días de trabajo y tres de descanso. Abarca a los trabajadores del Código del Trabajo sujetos a la jornada ordinaria y también a las especiales, como es el caso de las trabajadoras de casa particular, y excepcionales, que son aquellas que requieren procesos continuos como, por ejemplo, la minería. La iniciativa, originada en 2017 por la entonces diputada Camila Vallejo, junto a la parlamentaria Karol Cariola, fue incluida en el Programa de Gobierno y pudo materializarse tras diversas negociaciones tripartitas encabezadas por la ministra Jeanette Jara, incluyendo más de 200 participantes en mesas técnicas.

### Estrategia Nacional del Litio

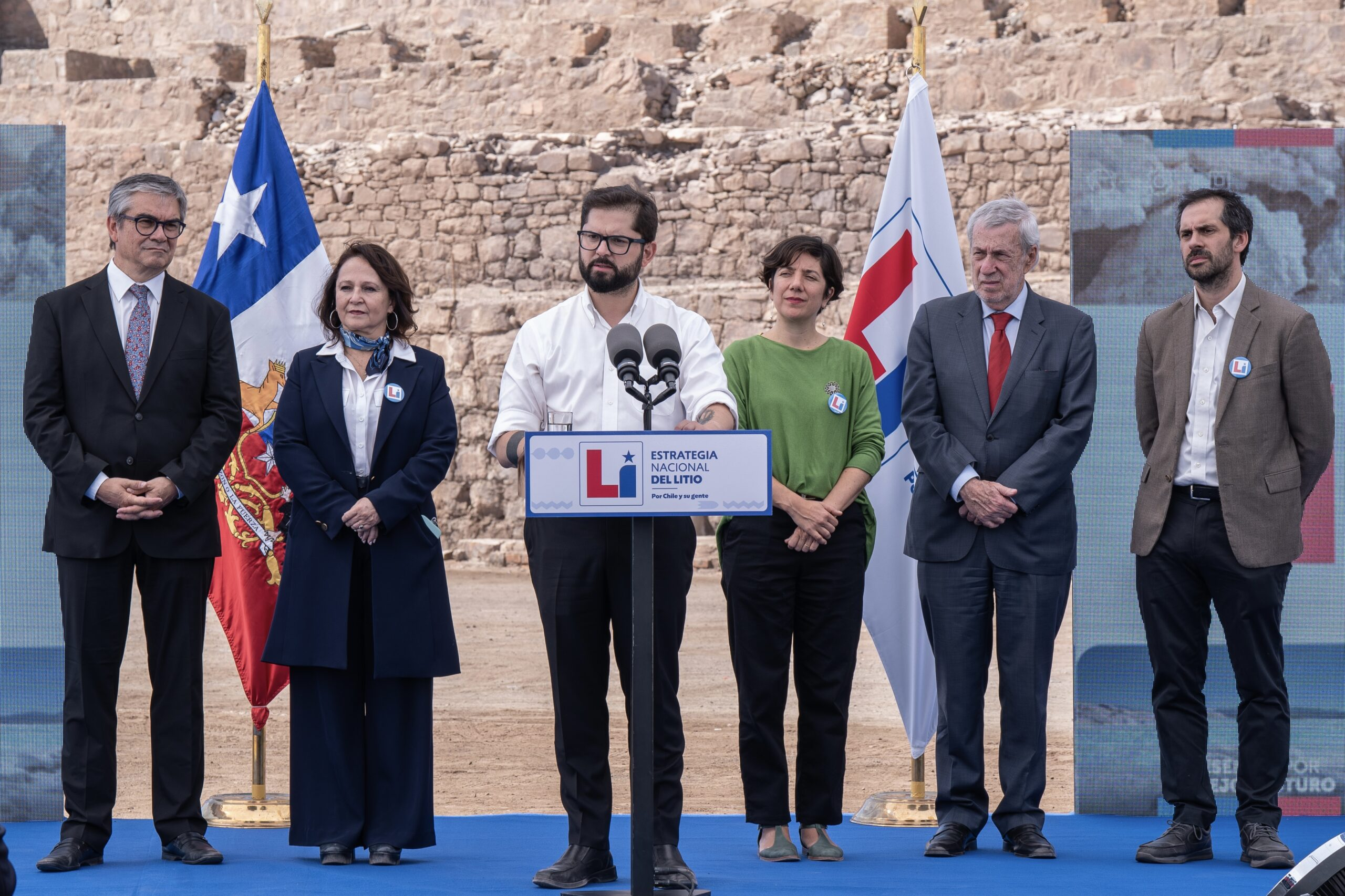
Gabriel Boric anunciando la Estrategia Nacional del Litio en las ruinas de Huanchaca.

El 20 de abril de 2023, Gabriel Boric anunció por cadena nacional la «Estrategia Nacional del Litio», basada en 5 ejes: La creación de la Empresa Nacional del Litio; la exploración, explotación y agregación de valor en alianzas público-privadas, el desarrollo de nuevas tecnologías para disminuir el impacto medioambiental de la explotación; un proceso de diálogo y participación de las comunidades aledañas a las faenas mineras y la fabricación de productos de valor agregado.
Entre las medidas anunciadas, se incluyó la renegociación de contratos de explotación del mayor yacimiento de litio en Chile, el Salar de Atacama, que representa el 30 % de la producción del recurso a nivel global. Actualmente operan dos compañías privadas en el Salar de Atacama: Soquimich y Albemarle. El contrato de SQM termina en 2030 y el de Albemarle en 2043. El presidente anunció que se respetarían esos acuerdos, pero que la intención era negociar para que el Estado, a través de CODELCO, participe en la explotación del salar. Soquimich, y en menor medida Albemarle, se hundieron en la bolsa tras la cadena nacional.
Además, Boric declaró que existen más de 60 yacimientos (salares y lagunas salinas) con potencial de ser explotados. La Estrategia Nacional del Litio incluye esfuerzos para explorarlos, evaluar su potencial extractivo y delimitar áreas protegidas donde no se explotará litio. Este esfuerzo será dirigido por las estatales CODELCO y Enami, quienes podrán decidir si incluir o no a privados en el proceso de exploración o explotación. Para otros salares que sean considerados «susceptibles de explotación», Boric anunció un proceso de licitación a empresas privadas «público, transparente e informado» para explorarlos. En caso de que los resultados de la exploración sean positivos, la empresa privada tendrá preferencia al solicitar un contrato de explotación, pero tendrá que asociarse obligatoriamente con el Estado a través de alguna de sus empresas: CODELCO, ENAMI o en el futuro, la Empresa Nacional del Litio. Para proyectos de «valor estratégico para el país», el Estado será el socio mayoritario de la asociación público-privada.
Se anunció también la creación de un Instituto Tecnológico y de Investigación Público de Litio y Salares, el que concentrará sus esfuerzos en el ámbito del desarrollo tecnológico con capacidades de investigación en ecología, geología y ciencias sociales, sobre los salares, su biodiversidad y las comunidades que viven en torno a ellos. Finalmente, Boric anunció que el gobierno adoptará las recomendaciones del Consejo Fiscal Autónomo, creando una nueva regla fiscal que limite el gasto público financiado por los ingresos del litio. La intención es ahorrar los ingresos transitorios para asegurar el financiamiento a largo plazo de ciertas actividades económicas, sociales o tecnológicas.
El 27 de diciembre de 2023, CODELCO y SQM llegaron a un acuerdo para la explotación de litio en el Salar de Atacama mediante una asociación público-privada. La minera estatal tendrá la participación mayoritaria de la nueva sociedad mixta (50% + 1 acción), y Soquimich tendrá la participación restante. El acuerdo incluye un aumento en la cuota de producción de litio en Atacama, el control total de CODELCO en el Salar de Maricunga, la extensión del contrato entre CORFO y SQM hasta 2060, entre otros elementos.Estimaciones preliminares proyectan que el Estado de Chile recibiría US$ 3.400 millones al año a partir de 2031 por el acuerdo.El mercado reaccionó positivamente ante el anuncio del acuerdo, y las acciones de SOQUIMICH registraron un aumento importante.

### Reforma Tributaria / Pacto Fiscal
El gobierno propuso una reforma tributaria que contemplaba una subida de impuestos, la cual fue rechazada por el Congreso en 2023.

### Principales medidas

#### Plan "Chile Apoya"

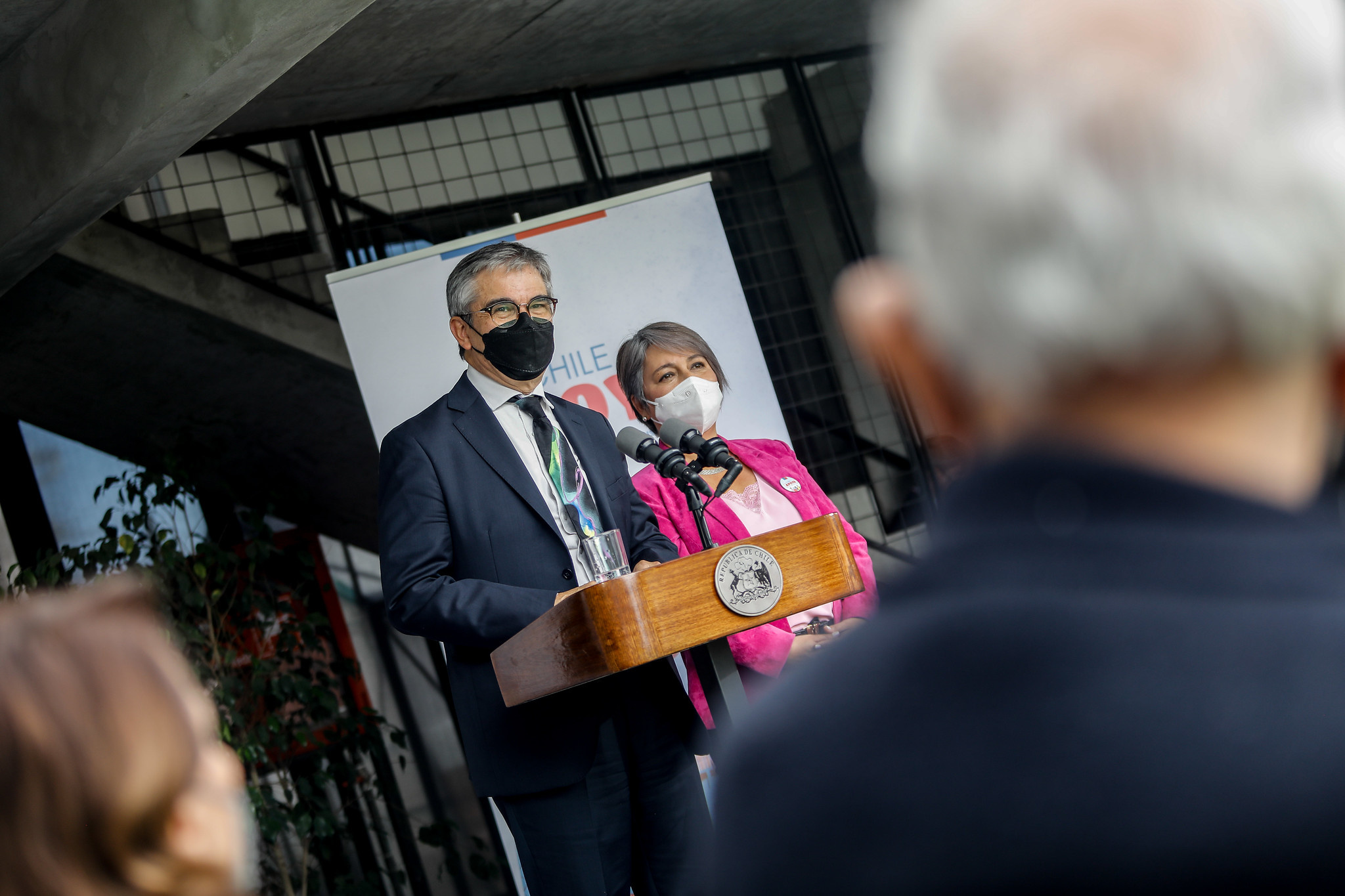
Ministro Mario Marcel presenta el Plan Chile Apoya.

El 7 de abril de 2022 Gabriel Boric presentó su plan económico denominado «Chile Apoya». El proyecto original costaría 3700 millones USD y establece como medidas principales la extensión del IFE laboral hasta septiembre, créditos a MiPymes no bancarizadas, préstamos a la pequeña minería, un bono de 450 mil pesos a trabajadores culturales y una subida del sueldo mínimo a 400 mil pesos. Este plan pretende consolidar la recuperación económica post-pandemia y crear 500 mil nuevos empleos, siendo al menos la mitad para mujeres.
Debido al alza del costo de la vida, el gobierno anunció nuevas medidas. Estas incluyen un bono de 120 mil pesos a 7,5 millones de personas, extensión del IFE laboral hasta el último trimestre del año y la extensión del postnatal de emergencia. Estas medidas costarían 1200 millones de dólares. Parte de Chile Vamos criticó el bono, calificándolo de «Bono Apruebo» y asegurando que aumentará la inflación. El ministro de Hacienda descartó que el bono tuviera un efecto relevante en la inflación.

#### Plan "Invirtamos En Chile"
Ante un escenario complejo para 2023, que incluye una leve recesión con una caída aguda de la inversión, el presidente Boric anunció el lunes 12 de septiembre el plan «Invirtamos en Chile», una agenda pro-inversión que tiene como objetivo aumentar la inversión total en 5 puntos porcentuales en el año 2023, compensando así la caída proyectada. El plan costaría unos US$1500 millones.
Este plan incluye entre sus principales medidas la creación de estímulos tributarios a la inversión privada mediante 7 medidas, entre las cuales se incluye la extensión de la reducción de impuestos a pymes (tasa de 15 %), la rebaja de la tasa Ad-Valorem para proyectos cupríferos, la creación de un fondo de 500 millones de dólares para el financiamiento de proyectos de inversión «que tengan un alto efecto multiplicador», entre otros. Para promover la inversión extranjera, se propone la reapertura de agregadurías de inversión en el exterior, buscando materializar proyectos por un monto superior a los 1500 millones USD y también se propone el fortalecimiento del equipo de promoción de inversión, buscando atraer inversiones por un monto superior a los 2000 millones USD.
Invirtamos en Chile también contiene 3 medidas para mejorar el acceso al financiamiento: Crear una garantía estatal en financiamiento del 10 % del pie del crédito hipotecario para la adquisición de la primera vivienda nueva; extender el porcentaje de la cobertura hasta el 100 % del financiamiento de la compra de viviendas nuevas, en caso de remate del inmueble y un programa de créditos de segundo piso Corfo.
La inversión pública es clave en este plan, por lo que se proponen 10 medidas: Aumentar inversión pública en 2023 (30 % respecto a 2021) y mejorar procesos administrativos; Actualizar las Normas, Instrucciones y Procedimientos de Inversión Pública (NIP) para simplificar los trámites de obras de menor complejidad; Actualizar circular 33; Recuperar obras públicas inconclusas; Ampliar la cobertura de reajuste polinómico; Coordinar la cartera de inversiones regional con los gobiernos regionales; Crear una cartera de inversiones con encadenamiento productivo; Confirming BancoEstado, una herramienta que permite anticipar el pago de facturas a los proveedores; Acelerar la construcción de ciclovías de alto estándar y aumentar la cooperación técnica entre CAF y Gobiernos Regionales.

#### Plan de seguridad económica
El 5 de enero de 2023, el presidente Gabriel Boric anunció un paquete de medidas para la «Seguridad Económica», en un contexto de alto costo de la vida y caída de la actividad económica. El costo fiscal es de 2.7 mil millones de dólares. El paquete de medidas incluye:
- Aumento al doble del Aporte Familiar Permanente (Bono Marzo): 3 millones de personas recibirán un total de 120 mil pesos, dividido en dos pagos.
- Bolsillo Familiar Electrónico: Consiste en una transferencia estatal —realizada por el IPS— de $13.500 mensuales por carga familiar, la que se entregará dentro de la CuentaRUT como un monto separado, con el objetivo de aliviar el alza que han tenido los alimentos. Estos recursos cubrirán hasta un 20 % del valor de las compras en este rubro y beneficiará a 1,5 millones de hogares.
- Aumento de la Asignación Familiar y el SUF: Se incrementa en un 20 % el monto de la Asignación Familiar (AF) y del Subsidio Único Familiar (SUF), beneficiando a más de 3 millones de cargas, pertenecientes a 1,5 millones de hogares. Esto implicará un aumento de hasta $3500 mensuales por carga.
- Convenios para rebajar el precio de los medicamentos: Se ampliarán los convenios directos con las cadenas de farmacias, lo que permitirá, entre otras cosas, aumentar de 2700 a 6900 los medicamentos con descuentos para los usuarios de FONASA, generando un ahorro promedio de 32 %.
- Ampliación del Programa de Alimentación Escolar (PAE) y aumento de la BAES: Se amplía el Programa de Alimentación Escolar (PAE) a 50 mil menores de pre-kinder y kinder de colegios públicos y se aumenta en 5 mil pesos la Beca de Alimentación para la Educación Superior.
- Extensión IFE Laboral y Subsidio Protege: Se extenderá el IFE Laboral y el Subsidio Protege durante todo el primer semestre de 2023, para que nuevas personas puedan acceder, con lo que se impulsará la creación de cerca de 600 mil empleos formales.
- Apoyo al sector de la construcción: Se implementará un programa de garantías especiales estatales de $50 mil millones para créditos en el sector de la construcción, teniendo como objetivo la preservación de miles de empleos y la continuidad de proyectos de inversión en el sector de la construcción, como por ejemplo, en viviendas e infraestructura.

Según el ministro Mario Marcel, el Plan de Seguridad Económica será financiado en su gran mayoría por recursos ya incluidos en la ley de Presupuestos y «otras fuentes de ingresos que serán anunciadas la próxima semana». El ministro descartó un importante efecto en la inflación. La Ley de Seguridad Económica fue promulgada el 23 de marzo de 2023.

#### Plan Chile para todas
El gobierno presentó un plan en relación con la perspectiva de género que sostuvo el gobierno. Hay varios ejes del plan que involucran al ámbito económico: cómo la ley de responsabilidad parental que establece un procedimiento de pago especial para el cobro de pensiones de alimentos adeudadas. Además compromete mejorar el acceso a la información financiera de los deudores, haciendo responsable al Estado de investigar los fondos disponibles. Otro eje es el de apoyar a las personas cuidadoras, que consiste en una compensación de trabajo extraordinario por hasta cinco días de feriado adicional para labores de cuidado. También se harán deducibles los gastos por cuidados a personas con dependencia, entendidas como personas con discapacidad severa o profunda y a niños entre 0 y 2 años. Fomentar el empleo femenino, se hará inversión en infraestructura portuaria pesquera artesanal para mejorar calidad de vida de las personas que ejercen esta actividad, especialmente de las mujeres. Para apoyar emprendimientos: premio InspiraTEC, que tiene de objetivo visibilizar a mujeres emprendedoras que aporten a la economía, sociedad y medio ambiente a través de la innovación en áreas STEM, Talleres de formalización de empresas a mujeres que deseen emprender, capacitación a mujeres trabajadoras por cuenta propia y emprendedoras, o mujeres que deseen realizar una empresa. De la Ley de Fomento al Riego, un concurso: Fondo concursable cuyo objetivo es que las mujeres agricultoras puedan obtener los recursos necesarios para construir sus obras de riego y enfrentar de mejor manera la crisis hídrica y los efectos del cambio climático. Y por último cubre un fortalecimiento de inversiones en el programa mujeres rurales. Un segundo concurso de inversiones de INDAP con el fin de aumentar la cobertura de mujeres rurales apoyadas con inversiones para el desarrollo de proyectos para la ampliación o mejoramiento de las unidades productivas. El monto a distribuir en regiones será de $70.245.838 aproximadamente.

#### TPP-11
Durante la administración de Gabriel Boric, se aprobó el Tratado Integral y Progresista de Asociación Transpacífico (TPP-11) —considerado como el tercer acuerdo comercial más grande del mundo— con 27 votos a favor, 10 en contra y una abstención. El gobierno depositó el documento ratificatorio del TPP-11 el 22 de diciembre de 2022, y se prevé que el acuerdo entre en vigor en febrero de 2023.
El partido Comunista, integrante del gobierno, quiso que se rechazara, mientras que la centroizquierda buscó su aprobación. Boric cambió su postura respecto a la que tenía previamente a su gobierno.
El TPP-11 provocaría mejoras arancelarias para Chile con Japón, Vietnam, Canadá y Malasia, lo que significa mejores beneficios para 1228 productos chilenos, de los cuales un 36 % tiene potencial de exportación. Los sectores más beneficiados con la aprobación del tratado serían el ganadero, el lácteo y el cítrico, ya que países como Japón impiden a productos extranjeros de esos sectores competir en su mercado interno, a pesar de los acuerdos comerciales ya existentes.
Según seis estudios internacionales, la entrada de Chile al TPP-11 aumentaría el PIB a largo plazo un 0,4 % en promedio. Este mayor crecimiento equivaldría hoy a aumentar los ingresos nacionales en 1180 millones USD anuales.

## Salud
El gobierno de Gabriel Boric, presidente de Chile desde el 11 de marzo de 2022, ha impulsado una serie de reformas y medidas en el ámbito de la salud, con el objetivo de garantizar este derecho a todas las personas que residen en el país.

### Fondo Universal de Salud
Una de las principales propuestas del gobierno de Boric es la creación del Fondo Universal de Salud (FUS), que se financiará con el 7 % de cotización obligatoria de todos los trabajadores y los aportes del Estado. El FUS recaudará y administrará los recursos destinados a la salud, terminando con el negocio de las ISAPRE, que se transformarán en seguros complementarios voluntarios. El proyecto de ley que crea el FUS fue presentado por el presidente Boric en su primera cuenta pública, el 1 de junio de 2022.

### Reducción de las listas de espera
Otra medida anunciada por el gobierno de Boric es la implementación de un plan para disminuir las listas de espera quirúrgica, que contempla la puesta en marcha de centros regionales de resolución para cirugía mayor ambulatoria. Al término del mandato de Boric, se espera que toda cirugía oncológica sea resuelta al cabo de 90 días y toda cirugía de mayor riesgo sea resuelta antes de seis meses.

### Salud mental y eutanasia
El gobierno de Boric también ha mostrado su compromiso con la salud mental, construyendo centros de salud mental comunitaria y fortaleciendo el programa de apoyo a la salud mental infantil. Además, ha ingresado la urgencia a la tramitación del proyecto de ley que establece el derecho a la eutanasia en Chile, mediante un proceso de consentimiento expreso, libre e informado.

### Presupuesto en salud
El presupuesto en salud del gobierno de Boric busca incrementar el gasto público en este sector, reduciendo el gasto de bolsillo de las personas y la importancia de las cotizaciones en el financiamiento. Según el programa de gobierno, se pretende llegar al promedio de la OCDE en cuanto a gasto en salud como porcentaje del PIB. Además, se anunció la disminución del copago en el sistema público de salud para las personas de los tramos C y D de Fonasa, beneficiando a más de seis millones de personas.

### Copago Cero
Desde septiembre de 2022, las personas beneficiarias de FONASA de los tramos C y D tienen gratuidad para atenderse en el sistema público de salud. Antes de esta reforma, quienes estaban en los tramos C y D pagaban el 10 % o el 20 % de la atención, respectivamente, y el resto lo costeaba el sistema. El estado, al pagar el 100 % de las prestaciones, estaría beneficiando a casi 6 millones de personas quienes se encontraban en esos tramos. El costo de esta medida es de $21 mil millones de pesos chilenos al año.

### Ley TEA
El gobierno impulsó y logró aprobar la Ley del Trastorno del espectro autista (TEA).

## Pensiones
El 2 de noviembre de 2022, el presidente Gabriel Boric anunció una profunda reforma al sistema de pensiones chileno. La reforma busca mejorar las pensiones actuales y futuras a través de 3 principales medidas: Aumentar la Pensión Garantizada Universal (PGU), pasar de un sistema individual a uno mixto mediante la creación de un Seguro Social y la reorganización del sistema de AFP. Esta reforma tiene que ser aprobada por la Cámara de Diputados y el Senado.

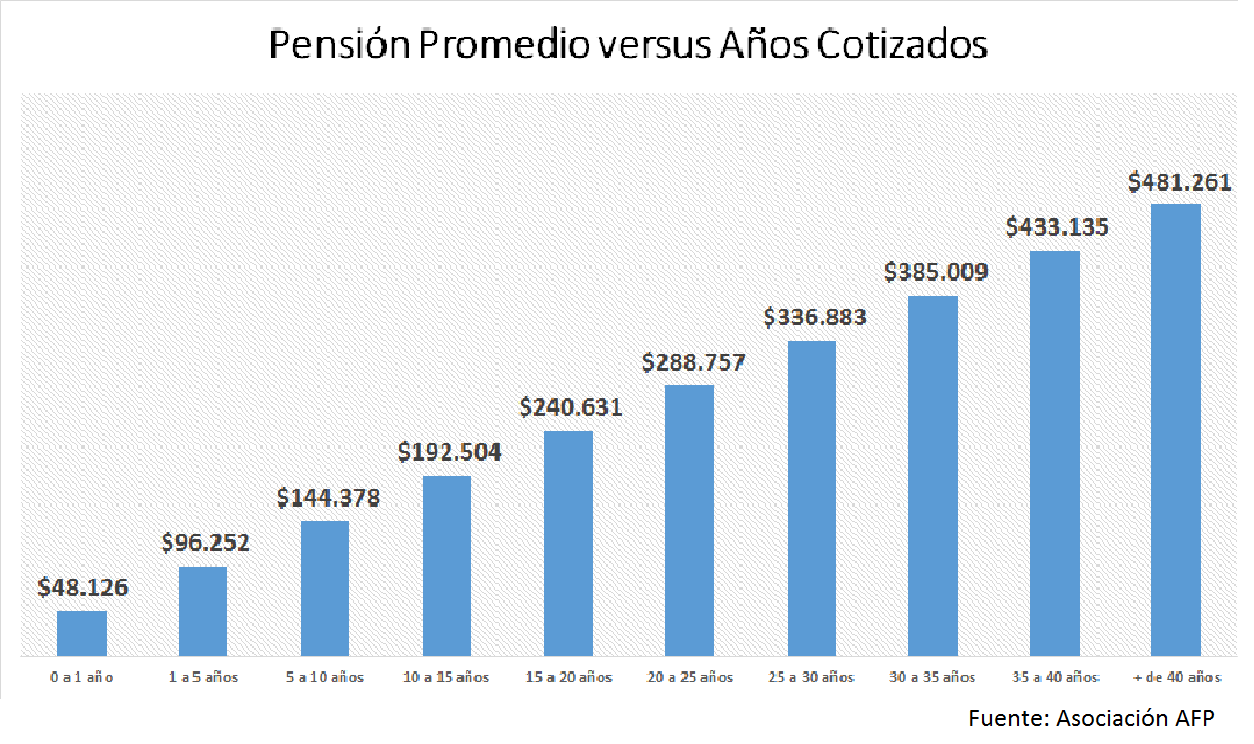
Gráfico con la pensión promedio mensual (en pesos chilenos) de un jubilado por el sistema de capitalización individual, versus la cantidad de años que en promedio aportó en su cuenta y que fue administrado por una AFP. (2016)

### Reforma Propuesta

#### Pensión Garantizada Universal
La propuesta mantiene el pilar solidario no contributivo y lo fortalece, aumentando la Pensión Garantizada Universal (PGU) de los actuales $193.917 hasta $250 mil pesos chilenos, un aumento del 28,9 %. Además, se busca aumentar la cobertura de este beneficio, incorporando a jubilados excluidos como son aquellos sujetos a leyes de reparación y gracia (exonerados, Valech y Rettig).

#### Fin de las AFP
La reforma previsional del gobierno de Boric busca reorganizar la industria previsional, buscando disminuir las comisiones de los afiliados y «generar más competencia en la gestión de los recursos». Se propone la creación del «Inversor de Pensiones Público y Autónomo» (IPPA) y de los «Inversores de Pensiones Privados» (IPP). El IPPA sería un ente autónomo con una gobernanza parecida a la del Banco Central, con 7 consejeros elegidos con un acuerdo entre el presidente y el Senado. Los trabajadores podrían elegir que organismo gestionaría la cotización del 10,5 % destinada a cuentas de capitalización individual, pero la cotización del 6 % destinada al nuevo Seguro Social hubiese sido exclusivamente gestionada por el nuevo Inversor de Pensiones Público.
El 6 % fue rechazado por la Cámara de Diputadas y Diputados.

#### Seguro Social
La reforma propuso destinar el 6 % de la cotización extra a cargo de los empleadores al nuevo «Fondo Integrado de Pensiones», que hubiera tenido como objetivo financiar el nuevo «Seguro Social», que según el ministro Mario Marcel, tendrá 4 principales usos: Pagar pensiones futuras (solidaridad intrageneracional), aumentar las jubilaciones de los actuales pensionados (solidaridad intergeneracional), corrección de «desigualdades del sistema» y reservas financieras.
Con este 6 % nuevo de cotización, se buscaba financiar los siguientes beneficios:
- Pensión del Seguro Social: La cotización del 6 % que aportará el empleador generará para el trabajador el derecho a una pensión. Esta se calculará según el saldo acumulado en la cuenta personal del Seguro Social, reconociendo el esfuerzo individual sin diferenciación por sexo. A diferencia de las cuentas de capitalización individual, este sistema es de cuentas nocionales, es decir, el dinero registrado en la cuenta personal no es parte del patriminio del trabajador y por ende no es heredable.[138]
- Solidaridad intergeneracional: Esta pensión contempla una garantía de 0,1 UF por año cotizado que rige tanto para actuales como futuros pensionados, con un máximo de 30 años.
- Compensación por tablas de mortalidad a actuales y futuras mujeres jubiladas, en el componente de capitalización individual. Se asume que la mujer vivirá lo mismo que el hombre (tope de pensión autofinanciada UF 15: $519 mil a valor actual), compensando la diferencia respecto a la pensión obtenida.
- Lagunas: Cada vez que se usa el Seguro de Cesantía, individual o colectivo, paga las cotizaciones del 10 % y el 6 % con cargo al Fondo de Cesantía Solidario.
- Tareas de Cuidado: Otorga cotizaciones para cuidados de dependencia, severa o moderada, para personas inscritas en el Módulo de Cuidadores del Registro Social de Hogares (RSH), con un tope de 2 años.
- Maternidad: Se registran 24 cotizaciones por 6 %, que se agregan al bono por hijo del 10 %.
- Mecanismo redistributivo de ingresos altos a medios y bajos.
- Pensión de sobrevivencia: En caso de fallecimiento de la persona pensionada, la reciben sus beneficiarios: cónyuge e hijos menores de 25 años que estudian.

#### Otros cambios
La cotización individual no se elimina pero es reformada, reemplazando el cobro de comisión sobre el salario por una comisión sobre el saldo gestionado. Además, se aumenta la cotización individual en 0,5 puntos porcentuales (del 10 % actual a un 10,5 %) y se reemplazarán los multifondos por los nuevos «Fondos Generacionales», donde los cotizantes serán asignados a un fondo según su edad (a mayor edad, las inversiones serán más conservadoras y viceversa.)
Se elimina la Cuenta 2 y quienes hoy la tengan podrán mantenerla si su AFP se transforma en IPP. También se elimina el instrumento de Depósito Convenido. y es modificado el Aporte Previsional Voluntario de tipo Colectivo (APVC), con mayores incentivos y beneficios para las personas con bajos sueldos.

### Impacto y reacciones

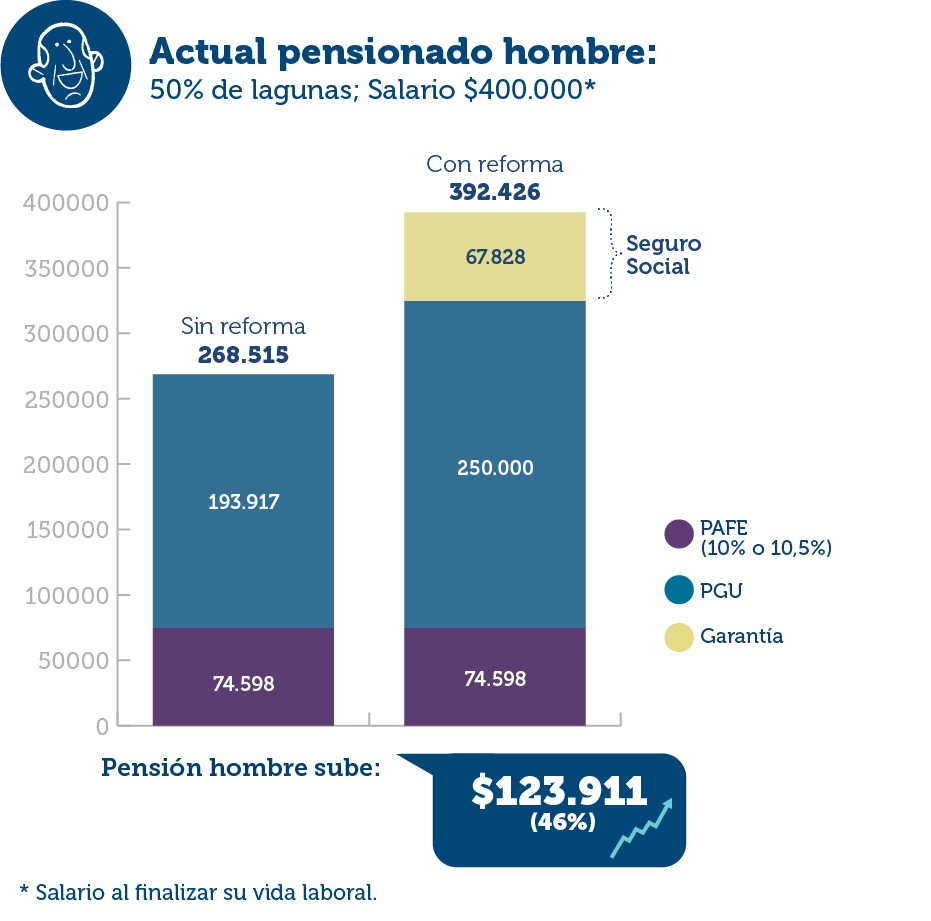
Impacto de la reforma de pensiones propuesta por Gabriel Boric en un actual pensionado hombre, con 50 % de lagunas y salario de 400 mil CLP. (2022).

El martes 8 de noviembre de 2022 el proyecto de forma ingresó al Congreso Nacional, junto al Informe Financiero, el Informe de Sustentabilidad y el Informe de Impacto Regulatorio, que se refieren a los efectos que provocaría la reforma.

#### Mercado laboral
Respecto al mercado laboral, se proyecta que la Reforma Previsional contribuirá a aumentar el empleo formal en un 2 % en el largo plazo, y que la gradualidad de seis años en el aumento de la cotización del 6 % con cargo al empleador y los cambios relacionados con los costos de administración de la capitalización individual amortiguarán potenciales efectos de corto plazo. Ya que los beneficios entregados por el Seguro Social dependen de los aportes realizados por los cotizantes, aumentarán los incentivos al trabajo formal. El informe proyecta que para el primer quintil de personas de bajos ingresos, el empleo formal aumentará un 10,7 % en el largo plazo.

#### Crecimiento económico
La creación del Seguro Social, financiado por un aumento de la cotización de 6 %, incrementará el ahorro, la inversión y el stock de capital, afectando positivamente el crecimiento económico. En el largo plazo, el PIB per cápita crecerá 1,1 % respecto a un escenario en donde la reforma no se apruebe. Según el informe, la principal razón de este mayor crecimiento es el mayor flujo de ahorro, lo que provocaría un aumento de la inversión. El aumento del stock de capital en el largo plazo es de 2,9 % respecto a una situación sin reforma. El efecto sobre el consumo de la reforma sería positivo, aumentando un 0,8 % respecto a una situación sin reforma, debido a mayores beneficios entregados por el sistema de pensiones.

#### Críticas
Klaus Schmidt-Hebbel, profesor de la Universidad del Desarrollo, criticó la reforma propuesta por el gobierno. Sobre el Seguro Social, dijo que «Hay un consenso de que los sistemas de reparto son inferiores en cuanto al nivel de pensiones que pueden pagar y son insostenibles. Alejan a las personas respecto de sus derechos».
Juan Sutil, presidente de la Confederación de la Producción y del Comercio, se sumó a las críticas a la reforma, diciendo que la cotización adicional del 6 % a cargo del empleador, sumada a la alta inflación y el aumento del sueldo mínimo, «va a tensionar mucho al sector productivo, a la generación de empleos». También cuestionó la eventual eficiencia del nuevo ente público de pensiones.

## Transporte

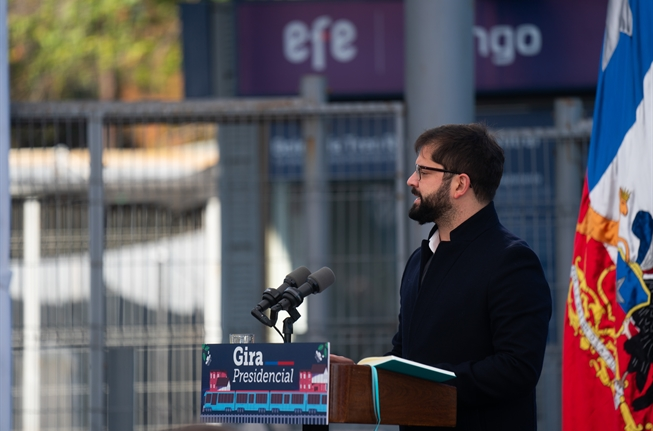
Presidente Gabriel Boric anunciando el Plan Ferroviario Nacional durante su visita a la ciudad de Rengo, el 19 de agosto de 2022

### Ley no chat
Este ley prohíbe la manipulación de dispositivos electrónicos durante la conducción de un vehículo con la finalidad de evitar accidentes de tránsito.

### Plan ferroviario nacional
En agosto de 2022 el presidente Boric anunció el mejoramiento del transporte ferroviario en la zona central: se anunciaron tres nuevas detenciones del Metrotren en Requínoa, Rosario y Pelequén, el mejoramiento del ramal Talca-Constitución y la creación del servicio a Chillán que llegará hasta Santiago, previamente anunciado por el gobierno anterior. El 10 de marzo de 2023 llegaron desde China los trenes que se utilizan en dicho servicio. La empresa española CAF, que no ganó la licitación, asegura que la empresa china CRRC tiene sus precios "temerariamente por debajo de los estándares del mercado".

## Medios de comunicación
Según el índice Chapultepec de la Sociedad Interamericana de Prensa (SIP), en 2022 Chile fue calificado sexto en el ránking americano de libertad de expresión y prensa, como país «en restricción» a la libertad de prensa. En 2023 el país escaló a la segunda posición, aún manteniendo su calificación «en restricción».

## Inmigración

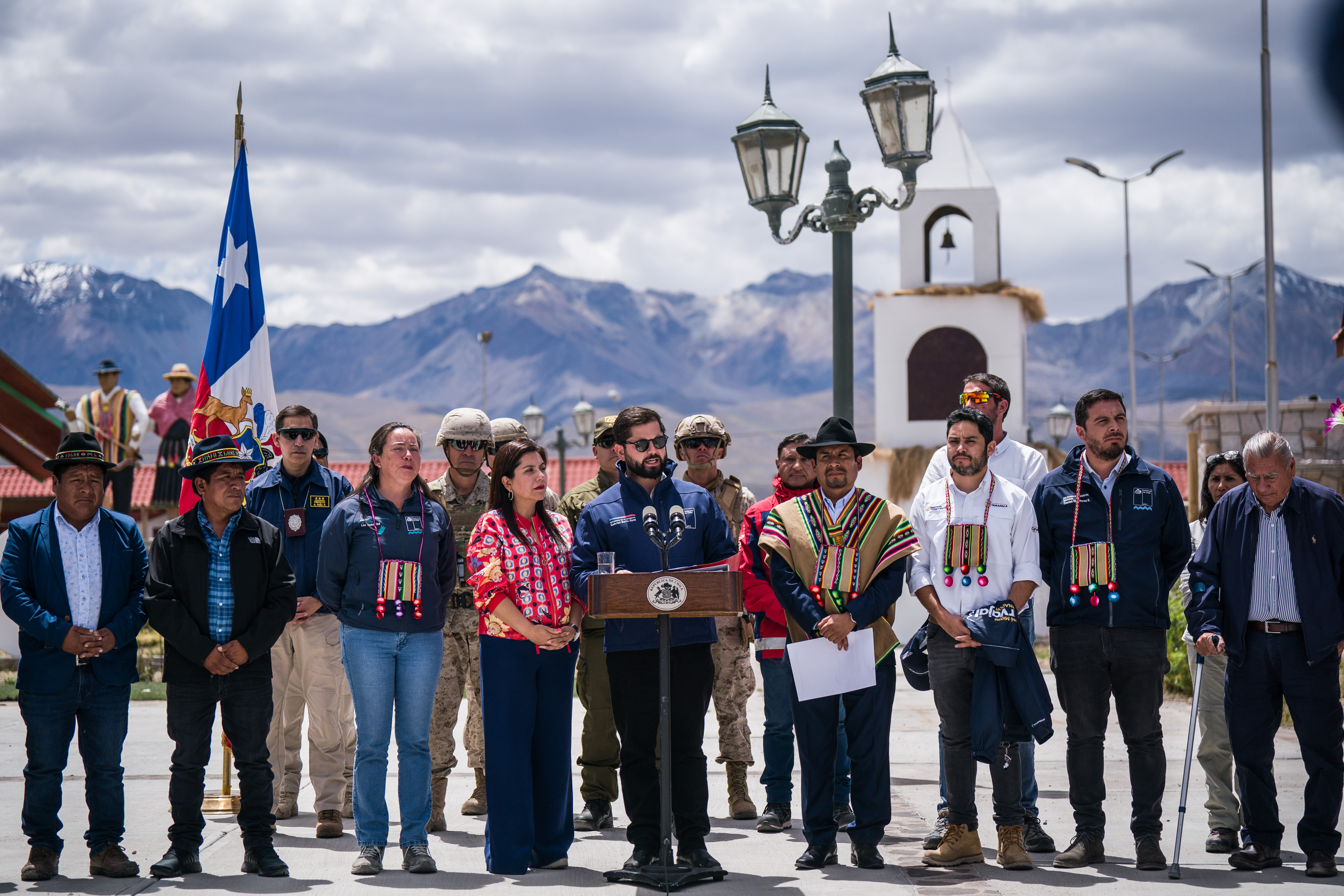
Boric visitando Colchane en 2023, punto recurrente de paso de inmigrantes ilegales por la frontera norte de Chile.

Durante el comienzo del gobierno de Gabriel Boric, el gobierno heredó de la administración anterior un Estado de excepción en la frontera con Bolivia en la zona de Colchane, el cual venció el 15 de abril de 2022, pero no fue renovado por el gobierno. El estado de excepción se debe al constante flujo de inmigración masiva por pasos no habilitados en la frontera norte del país.
En abril de 2022 la ministra Izkia Siches dijo en el Congreso conocer de un caso de antes del inicio del gobierno de Boric, en que un avión con inmigrantes expulsados de Chile habría sido devuelto con todos a bordo desde Venezuela. Lo cual resultó ser información falsa y desató polémica.
En enero de 2023 los secuestros en Chile aumentaron en un 77% y la cantidad de detenidos extranjeros superó a los chilenos. Al mes siguiente, el gobierno autorizó desplegar militares en la frontera norte, a los cuales se les puso reglas específicas para el uso de la fuerza. El 15 de marzo, el presidente Boric declaró que «quienes vienen a delinquir no son bienvenidos y los vamos a perseguir».
El rechazo a la inmigración aumentó durante el gobierno de Gabriel Boric; en abril de 2023 una encuesta reveló que un 77% de los chilenos cree que los inmigrantes "le hacen mal al país". Ese mismo mes el gobierno gastó $245M en traslado de 60 inmigrantes a Venezuela. Según la PDI entre enero y agosto ingresaron 35 mil inmigrantes ilegales, estimando que la cifra llegaría a 50 mil a finales del año.
En noviembre de 2023 el gobierno instaló parlantes en la frontera para advertir a los inmigrantes que no procedan a pasar al país. El mismo mes el presidente dijo que los inmigrantes que están en situación irregular y todavía no han realizado el trámite de empadronamiento "vamos a buscarlas, vamos encontrarlas y las vamos a expulsar". Según el mandatario, quien no realice el proceso, "se presume sospechoso".
La inmigración venezolana en Chile se mantuvo alta durante el gobierno de Boric, teniendo roces con los chilenos por la diferencia de costumbres. La inmigración ilegal bajó un 45,67% según fuentes de la PDI. Para el 31 de diciembre e 2022, el Servicio Nacional de Migraciones reveló la cifra oficial de 1 625 074 personas extranjeras residentes en Chile, duplicándose en relación a los siete años anteriores.
El Fiscal General de Venezuela, Tarek William Saab, afirmó que en Chile hay una "xenofobia antivenezolana brutal" en diciembre de 2023. Lo que el gobierno de Chile descartó. El 19 de enero de 2024 se abrió sumario por una fiesta de alcohol llevada a cabo en la oficina gubernamental del paso fronterizo de Colchane, mientras inmigrantes ilegales cruzaban la frontera.
La organización criminal venezolana Tren de Aragua expandió sus operaciones en Chile. En 2024, el militar venezolano en retiro y refugiado en Chile, Ronald Ojeda, quien fue opositor a Nicolás Maduro, fue secuestrado y asesinado en Santiago.
En enero de 2024 más de 7300 extranjeros se encontraban recluidos en cárceles chilenas siendo el 14% del total, teniendo mayor presencia en la región Metropolitana, Tarapacá, Antofagasta y Arica y Parinacota. El gobierno comenzó a cavar zanjas en la frontera para evitar robo de autos, medida previamente rechazada por el mismo.
En septiembre de 2024, el alcalde de Colchane, Javier García Choque propuso modificar la Ley de Nacionalidad para desincentivar la inmigración irregular y que sólo se de por «derecho de sangre». En el discurso del presidente Boric ante la Asamblea General de la ONU, dijo: "Chile no está en condiciones de recibir más migración".
Trump nombró a Brandon Judd como embajador de Estados Unidos en Chile. Judd fue miembro de la Patrulla Fronteriza de los Estados Unidos, siendo presidente del sindicato del consejo nacional  y es partidario de la construcción del muro fronterizo Estados Unidos-México.
Según encuestas realizadas a la ciudadanía chilena en 2025, los venezolanos se transformaron en los inmigrantes que más "distancia social y prejuicio" generan en los chilenos, El 70% de los encuestados 70,2% tiene una percepción negativa de venezolanos, lo que aumentó aumentó en 30 puntos desde 2019.

## Medio ambiente

### Acuerdo de Escazú

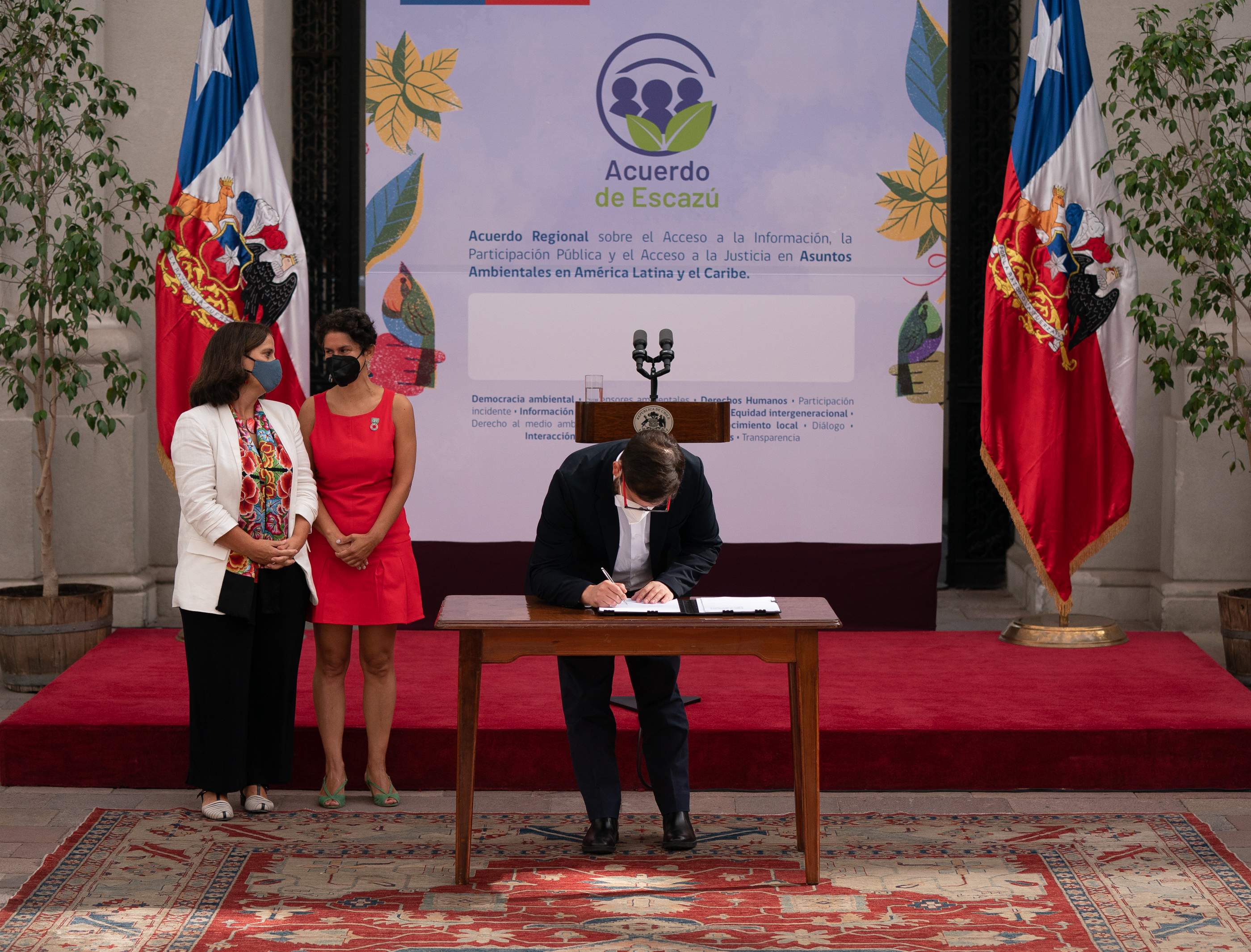
Presidente Boric firma proyecto para aprobar el Acuerdo de Escazú.

El 18 de marzo de 2022 el presidente Boric junto con la ministra de Relaciones Exteriores, Antonia Urrejola y la del Medio Ambiente, Maisa Rojas firman el acuerdo de Escazú, siendo que Chile estuvo involucrado activamente en la creación de este tratado regional desde 2014, pero que su firma había sido postergada desde 2018. El pacto regula la administración estatal del medio ambiente, implicando que se deben entregan herramientas de participación ciudadana en la toma de decisiones ambientales, acceso a la información ambiental y garantiza el acceso a la justicia ambiental. El documento pasó a la Cámara de Diputadas y Diputados de Chile para ser aprobado y luego pasar al Senado; el presidente de la cámara alta, Álvaro Elizalde, señaló que cree «[...] que hay mayoría en ambas cámaras para aprobar esta iniciativa». Boric se comprometió durante julio de 2021 a firmar el acuerdo si es que ganaba las elecciones presidenciales de Chile.

### Escasez hídrica
Desde hace ya una década Chile enfrenta una de las mayores sequías en la historia del país, por lo que el presidente Boric no ha descartado un plan de racionamiento de agua potable, dependiendo si el periodo de lluvias en la zona central del país es suficiente para cubrir el déficit de agua. La zona oriente de Santiago es la más propensa a experimentar la carencia de agua. Para enfrentar la crisis, se ha planeado mejorar el racionamiento del uso de agua, resolver los problemas de concentración de los derechos de usos de agua y la construcción de nuevas plantas desalinizadoras de agua. Otras medidas anunciadas por el ministro de Obras Públicas, Juan Carlos García Pérez de Arce, incluyen aumentar el gravamen al sobreconsumo de agua potable de personas a nivel nacional.

## Cambios simbólicos
El gobierno de Gabriel Boric se ha caracterizado por marcar el comienzo de una era política en el poder ejecutivo de Chile. Dentro de los cambios simbólicos se encuentra el hecho de que los ministros de Estado utilizaron por primera vez el término «Wallmapu» en referencia a la parte de la Macrozona Sur que comprende las regiones de La Araucanía, Biobío y Los Ríos algo que complicó la primera visita del mandatario a Argentina, en donde causó molestia el uso del término. El gobierno además realizó un manual en donde se sugiere el uso del término a la prensa. Siches posteriormente se disculpó por el uso del término diciendo «si he producido malestar a nivel nacional o trasandino pido todas las excusas correspondientes». Tras la polémica, el término no volvió a usarse por parte del Estado.
El presidente rindió homenaje a la estatua de Salvador Allende en las afueras del Palacio de La Moneda el mismo día en que asumió el mando.
Por otra parte, el presidente evita usar corbata a diferencia de presidentes anteriores al igual que gran parte de su gabinete. Asimismo, en el primer gabinete ministerial, existió una presencia mayoritaria de mujeres por sobre los hombres.

## Caso Convenios
Algunos de los miembros del gabinete ministerial de Boric fueron apuntados por estar ligados al caso, como el ministro de Desarrollo Social Giorgio Jackson y el ministro de Vivienda y Urbanismo Carlos Montes. Mientras, la subsecretaria de las Culturas y las Artes, Andrea Gutiérrez, renunció a su cargo después de que el presidente de la República instruyera la realización de un sumario administrativo por dos convenios que ella suscribió.

## Caso Monsalve
En octubre de 2024, la Fiscalía Regional Metropolitana Centro Norte inició una investigación en respuesta a una denuncia por presunta violación contra Manuel Monsalve, presentada al Ministerio Público el 14 de ese mes. Tras hacerse pública la acusación, el 17 de octubre, Monsalve renunció a su cargo como Subsecretario del Interior. Ese mismo día, el Tribunal Supremo del Partido Socialista suspendió su militancia.
El 18 de octubre se reveló que, días antes de la denuncia, Monsalve habría instruido a la Policía de Investigaciones (PDI) revisar las cámaras de seguridad del hotel donde se reunió con la denunciante, lo que llevó a la Fiscalía a investigar también posibles cargos de obstrucción a la justicia e infracción a la Ley de Inteligencia. El 23 de octubre, el fiscal a cargo del caso informó que Monsalve, además, habría ordenado a funcionarios de la PDI visitar el domicilio de la denunciante.
El 14 de noviembre, la PDI detuvo a Manuel Monsalve en su domicilio ubicado en el sector Agua Santa de Viña del Mar.Al día siguiente fue formalizado, pero se reinició la formalización y Monsalve continúa en calidad de detenido, la reanudación sería el 19 de noviembre. El día de la reanudación del juicio, Monsalve se desmayó previo a lectura de las medidas cautelares en su contra, llegando a receso por unos minutos y siendo atendido por personal médico. Después de este suceso se dio continuación al proceso, ordenando la prisión preventiva para Monsalve por abuso sexual y violación. Fue trasladado a la Cárcel de Rancagua, pero recibió amenazas de muerte y una de ellas que se conoció públicamente fue la de Antonella Marchant, quien cumplía condena de 15 años en la Cárcel de Rancagua, haciendo un gesto en que se pasaba un dedo por el cuello, simulando un degollamiento y ordenaron el traslado a Manuel Monsalve al Anexo Penitenciario Capitán Yáber en Santiago de Chile.
El 9 de diciembre de 2024, se investigó que Monsalve, en el cargo de subsecretario, solicitó $847 millones en gastos reservados, que abordó los gastos de Monsalve entre marzo de 2022 y septiembre de 2024, los cuales fueron revelados tras una solicitud de la comisión investigadora de la Cámara de Diputados.Sin embargo, la comisión investigadora le enviara un cuestionario a Monsalve, que contiene las 29 preguntas sobre el uso de gastos reservados, las diligencias que solicito a la PDI y entre otros temas.
El 23 de diciembre de 2024, la denunciante del Manuel Monsalve fue internada de urgencia en la UCI en el Hospital de Curanilahue, en la Región del Biobío, desde esta mañana ha estado delicada de salud.Tras cuatros días de hospitalización, la denunciante de Monsalve regresa a su hogar, continuando con su licencia medica, acompañamiento psicológico y psiquiátrico y se encontraba en un estado de inconsciencia y estaba rindiendo una atención médica constante.

## Relaciones exteriores
Boric ha sido crítico con Nicolás Maduro en temas de Derechos Humanos. Asistió a la asunción del presidente argentino Javier Milei, a diferencia del presidente brasileño Lula da Silva, quien no estuvo presente. En dicho evento, realizado el 10 de diciembre de 2023, estuvo sentado a la derecha del presidente ucraniano Volodímir Zelenski, quien visitaba América Latina por primera vez desde el inicio de la guerra. Boric es partidario de Ucrania en tal conflicto, marcando una diferencia con presidentes de izquierda de la región.

### Incidente en el Hito 1 en Tierra del Fuego con Argentina
En junio de 2024, Argentina renovó el "Puesto de Vigilancia y Control de Tránsito Marítimo Hito 1" en el hito 1 ubicado en el límite oriental del estrecho de Magallanes en el cabo del Espíritu Santo. La renovación incluyó la implementación de paneles solares los cuales se internan 3 metros en territorio chileno, por lo que Chile reclamó por el incidente.
El embajador argentino en Chile afirmó de que se trató de un error debido a que la empresa encargada de la construcción se habría guiado por un alambrado de una antigua estancia que hubo en la zona en vez de coordenadas satelitales que demarcan límites.
El presidente Boric coincidió con su homólogo argentino, Javier Milei, en la Cumbre de Paz para Ucrania, expresándole el malestar por la situación, a lo cual Milei habría indicado que mandataría al ministerio de relaciones exteriores a remover los paneles solares en la brevedad. Ante la prensa Boric indicaría "deben retirar esos paneles a la brevedad o lo vamos a hacer nosotros".
En 2021, el gobierno de Argentina presidido por Alberto Fernández emitió el Decreto 457 en el cual se lee en su anexo que sería "fundamental continuar fortaleciendo es el de la exploración, estudio y control conjunto sobre el Estrecho de Magallanes", lo cual motivó una nota de protesta por parte de Chile, ante lo cual, Argentina se comprometió corregir el decreto.
En 2025 durante el gobierno de Javier Milei, Argentina expresó que considera que la administración anterior cometió un "error" respecto a la interpretación de los tratados vigentes al crear tal decreto y se comprometió a redactar y publicar una nueva "Directiva de Política de Defensa Nacional", que anularía el decreto de 2021.

### Conflicto Israel-Palestina

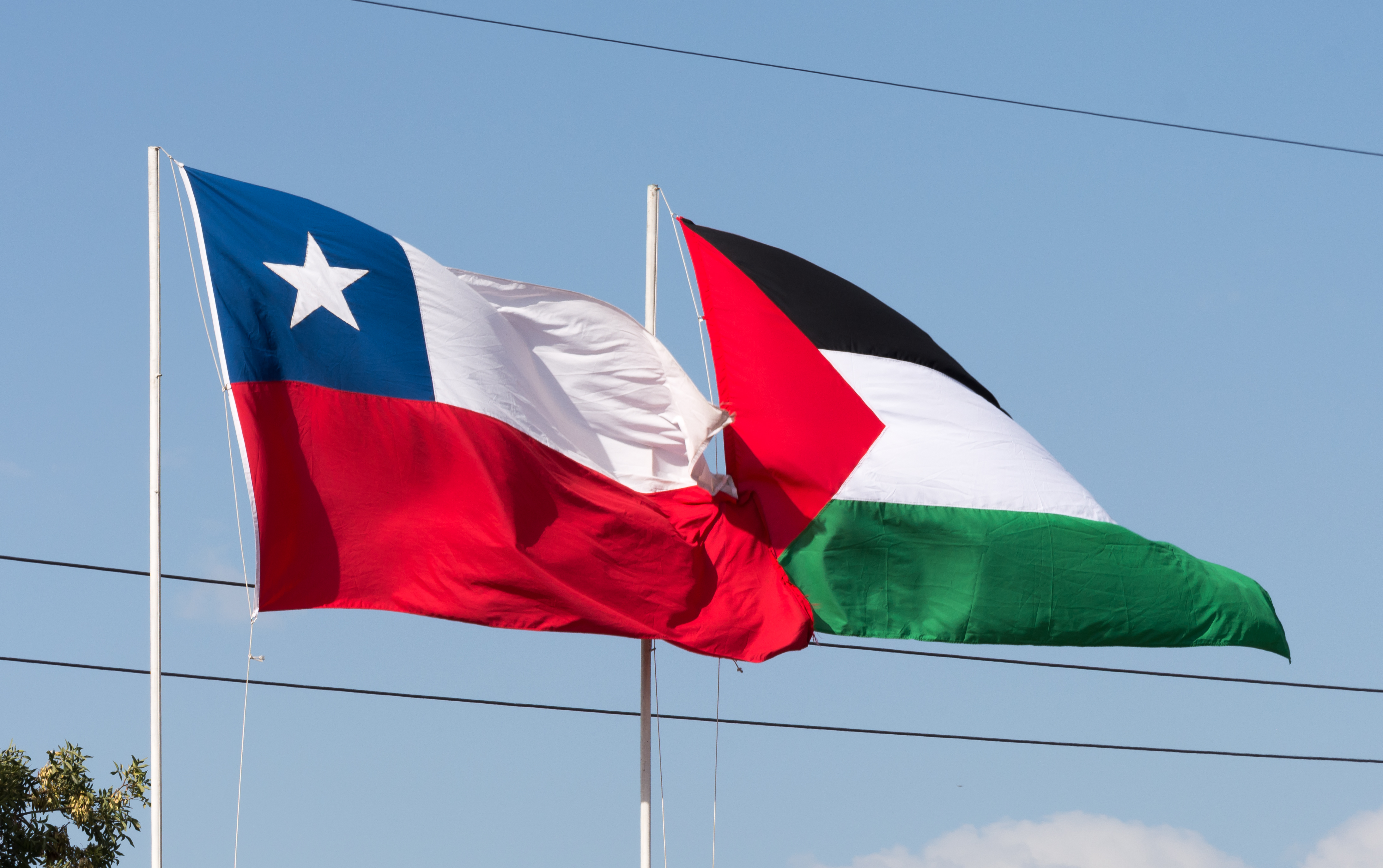
Bandera de Chile y de Palestina flameando en territorio chileno.

La política exterior de Boric respecto al conflicto israelí-palestino ha sido la de posicionarse en favor de la causa palestina en desmedro de las relaciones entre Chile e Israel. En 2024 Israel no fue invitado a la Feria Internacional del Aire y del Espacio (FIDAE) y el gobierno enfatizó su compromiso con los Derechos Humanos en Palestina. El gobierno de Boric tuvo varios desacuerdos con el embajador de Israel a quien no le aceptó las credenciales. En diciembre de 2022 el gobierno de Boric anunció que Chile abrirá una embajada en territorio palestino.

### Visitas oficiales del Presidente Boric Font al exterior
Las visitas oficiales que el presidente Gabriel Boric Font ha realizado al exterior desde su investidura el 11 de marzo de 2022 se detallan a continuación.

#### 2022

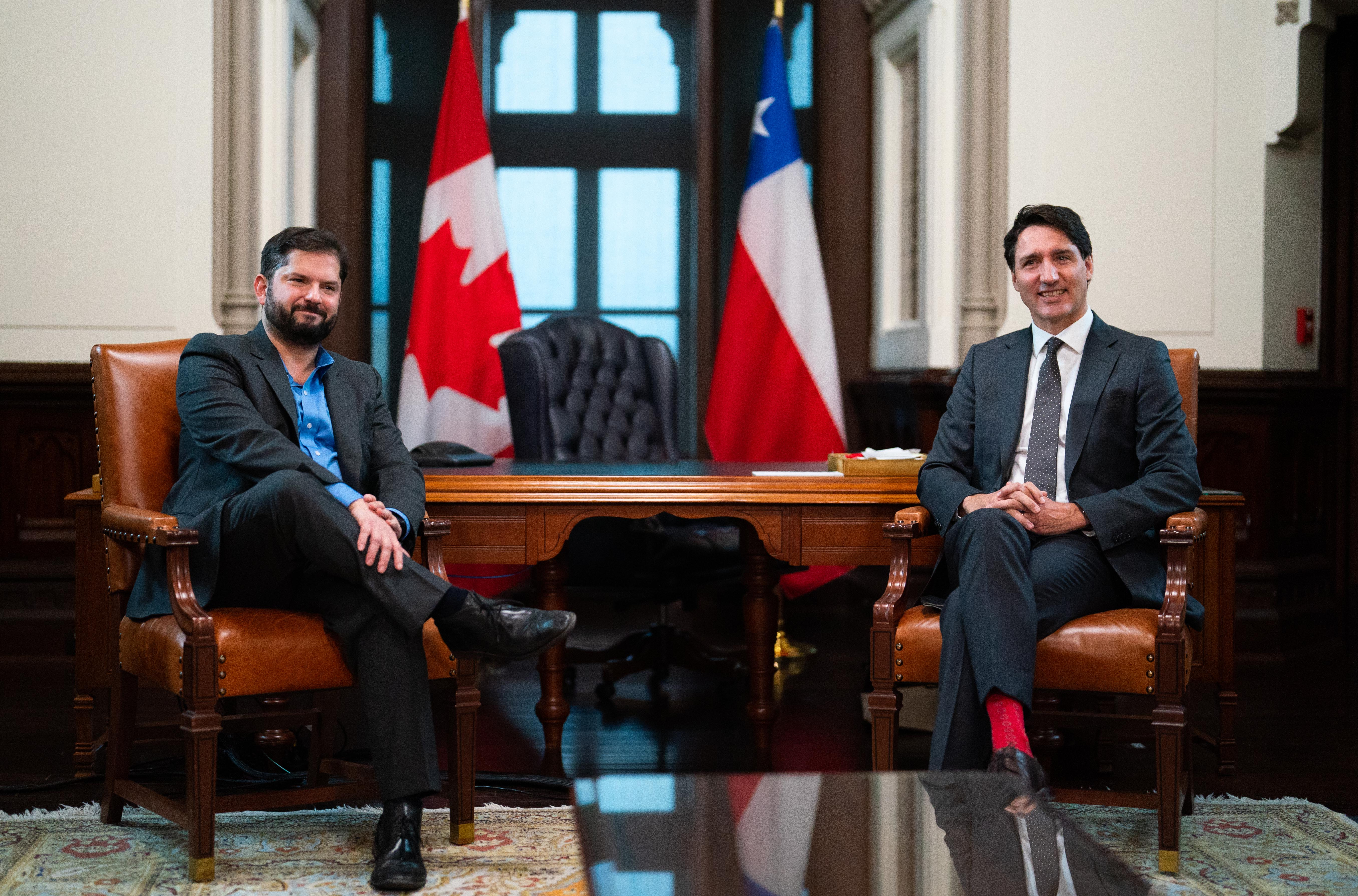
El Presidente Boric junto al Primer Ministro de Canadá, Justin Trudeau, en Ottawa, Canadá, el día 05 de junio de 2022.
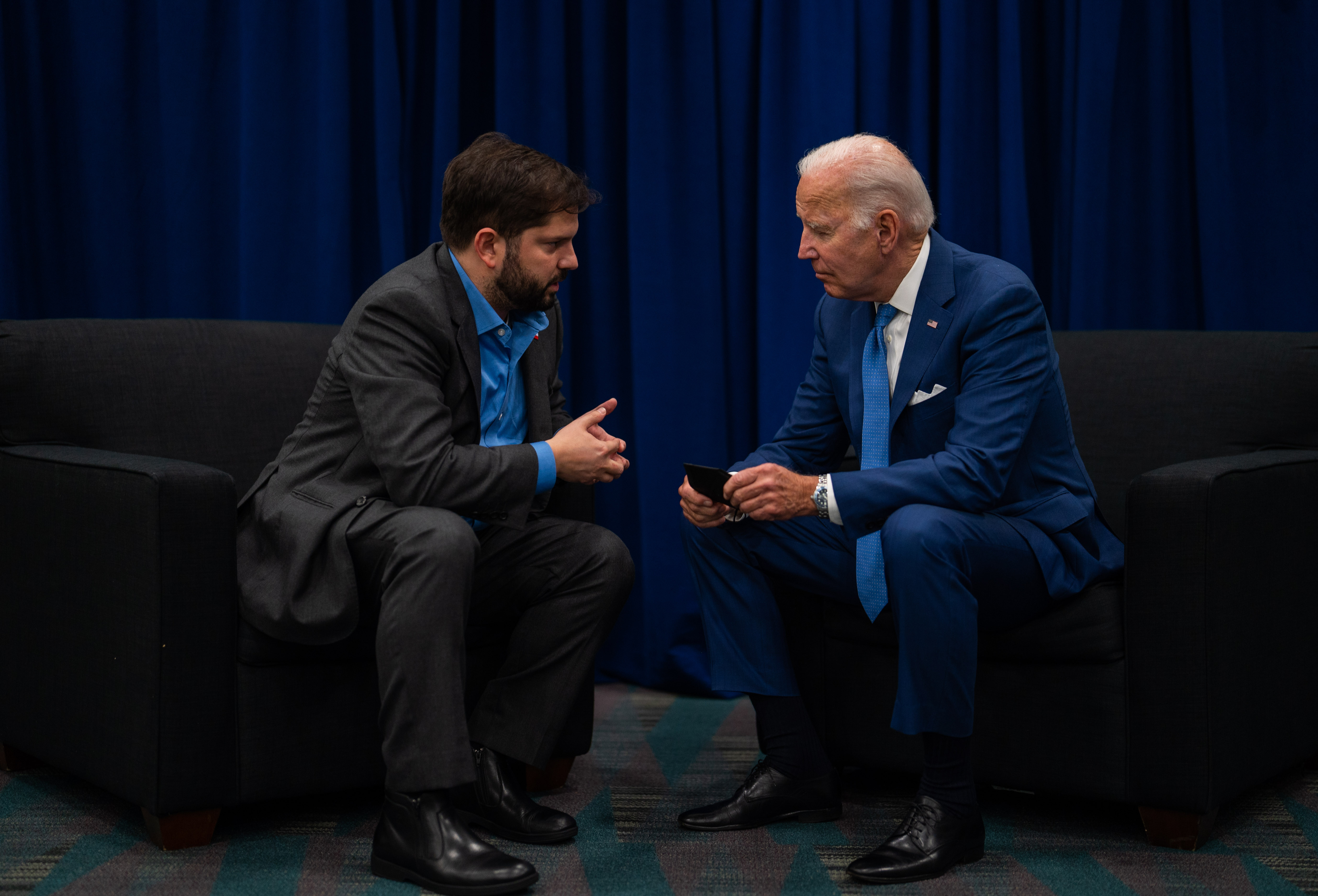
El Presidente Boric junto al Presidente de Estados Unidos, Joe Biden, en Los Ángeles, Estados Unidos, el día 09 de junio de 2022.
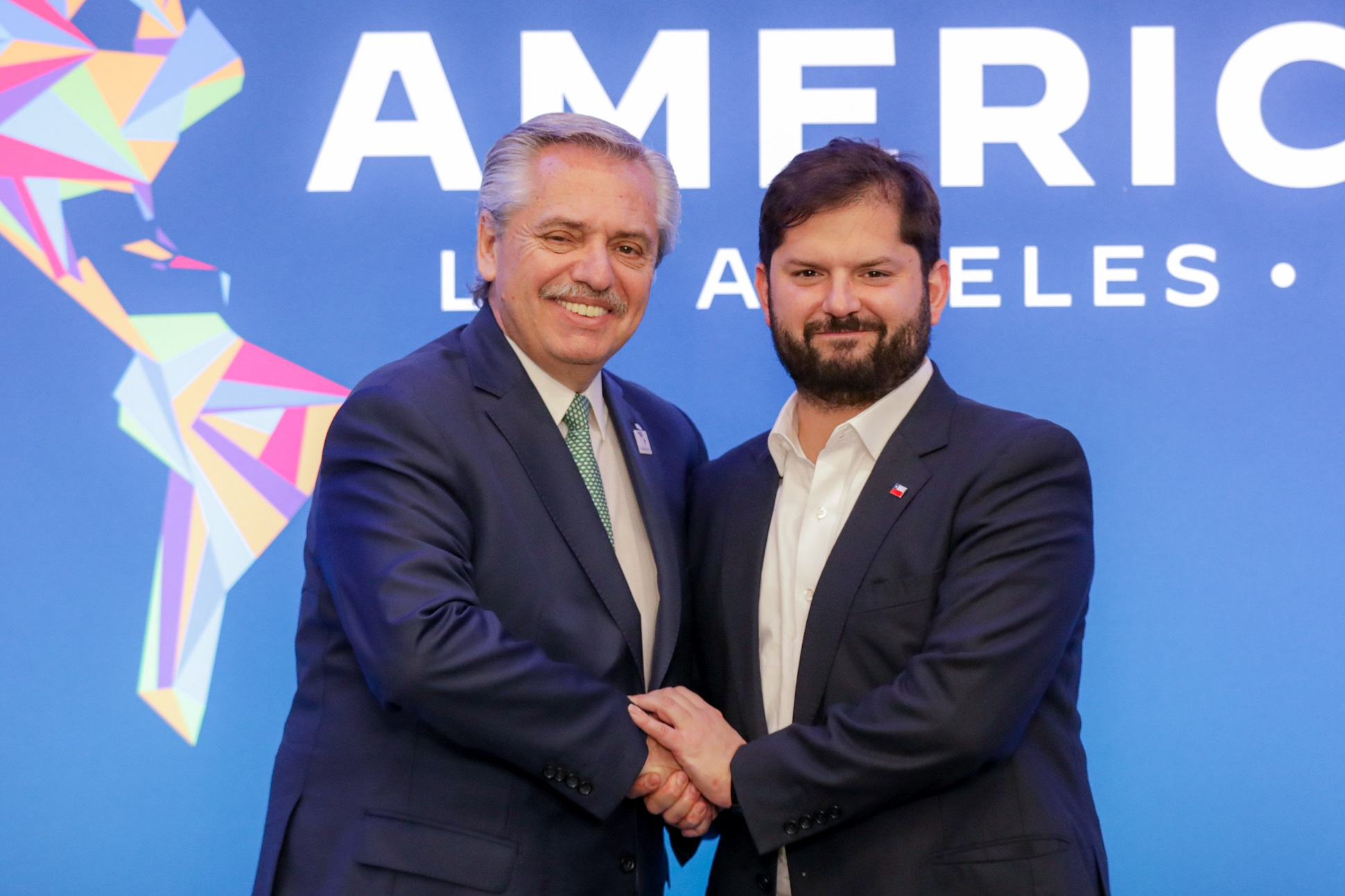
El Presidente Boric junto al Presidente de Argentina, Alberto Fernández, en Los Ángeles, Estados Unidos, el día 10 de junio de 2022.
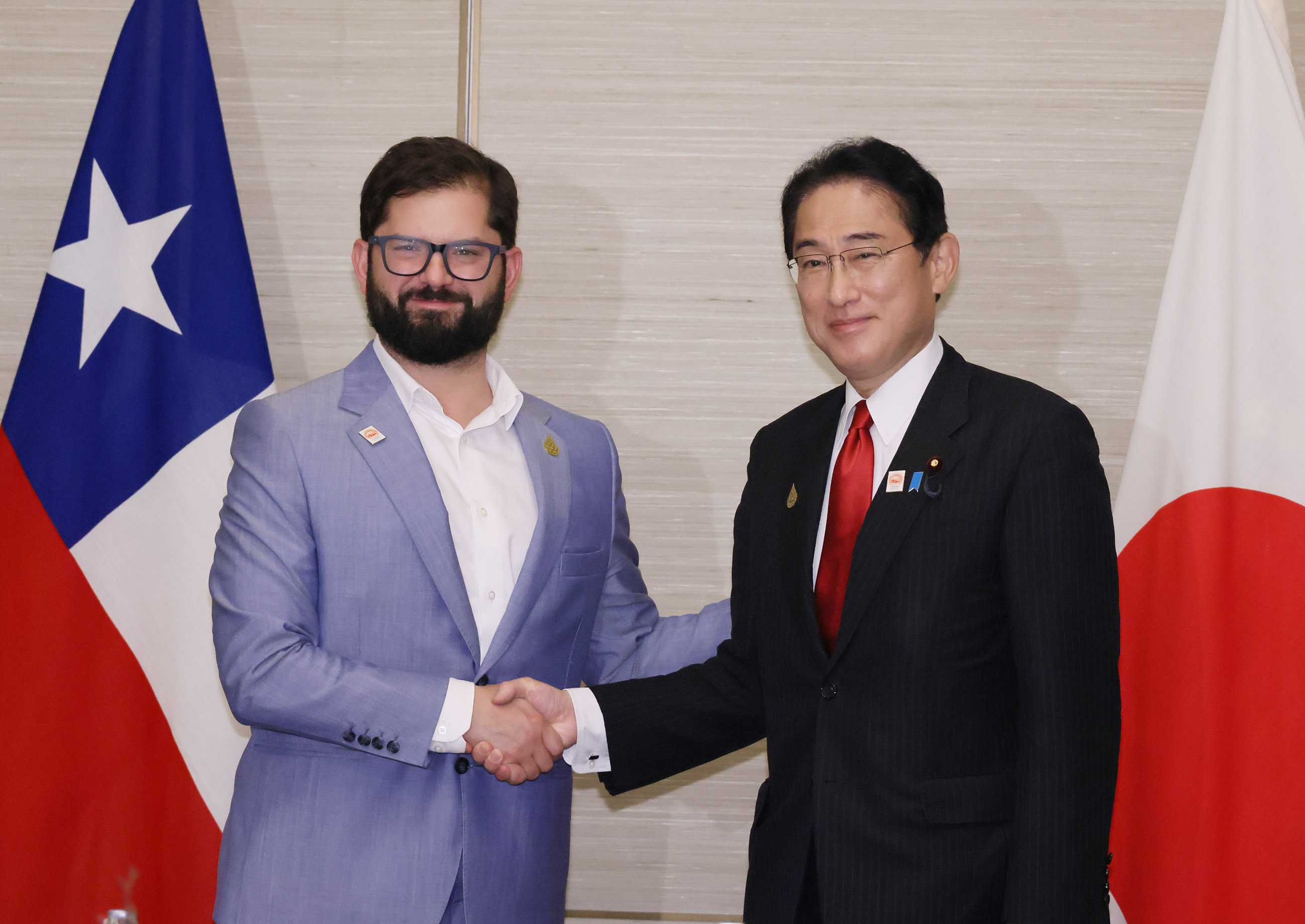
El Presidente Boric junto al Primer Ministro de Japón, Fumio Kishida, en Bangkok, Tailandia, el día 17 de noviembre de 2022.

| N° | País           | Ciudad(es)       | Fecha                 | Motivo principal - Actividad |
| -- | -------------- | ---------------- | --------------------- | --- |
| 1  | Argentina      | Buenos Aires     | 04 - 05 de abril      | - Visita oficial de Estado, reunión bilateral con el Presidente Alberto Fernández. - Desayuno con el Comité de Comercio Argentina-Chile. - Visita al Espacio Memoria y Derechos Humanos, Museo Nacional de Bellas Artes y reunión con la comunidad chilena residente en Argentina. |
| 2  | Canadá         | Ottawa           | 05 de junio           | - Reunión bilateral con el primer ministro de Canadá, Justin Trudeau. - Conferencia conjunta con el primer ministro Trudeau con estudiantes sobre medioambiente en el Museo Canadiense de la Naturaleza. - Encuentro con la comunidad chilena residente en Canadá. |
| 2  | Estados Unidos | Los Ángeles      | 06 - 10 de junio      | - Reunión con el alcalde de Los Ángeles, Eric Garcetti. - Participación en la IX Cumbre de las Américas. - Lanzamiento de la coalición "Américas por la protección del océano". - Reunión bilateral con el Presidente de Panamá, Laurentino Cortizo. - Reunión bilateral con el Presidente de Estados Unidos, Joe Biden. - Reunión bilateral con el Presidente de Argentina, Alberto Fernández. - Reunión bilateral con el Presidente de Perú, Pedro Castillo. - Reunión bilateral con la primera ministra de Barbados, Mia Mottley. - Reunión bilateral con la Presidenta de la Cámara de Representantes de los Estados Unidos, Nancy Pelosi. |
| 3  | Colombia       | Bogotá           | 06 - 08 de agosto     | - Participación en la toma de posesión de Gustavo Petro como Presidente de Colombia. - Reunión bilateral con el Presidente de Bolivia, Luis Arce. - Reunión bilateral con el Presidente de Colombia, Gustavo Petro. |
| 4  | Estados Unidos | Nueva York       | 20 - 24 de septiembre | - Participación en la 77° Asamblea General de la Organización de las Naciones Unidas. - Reunión con la Presidenta de la Comisión Europea, Ursula von der Leyen. - Reunión con el Secretario General de Naciones Unidas, António Guterres. - Participación en el Panel de Alto Nivel sobre Océanos "Financing Ocean Solutions for People and Planet". - Reunión bilateral con el Canciller de Alemania, Olaf Scholz. - Reunión con el Presidente del Grupo del Banco Mundial, David Malpass. - Reunión bilateral con la primera ministra de Barbados, Mia Mottley. - Reunión bilateral con el Presidente de Francia, Emmanuel Macron. - Participación en la conmemoración de los 50 años del discurso de Salvador Allende en Naciones Unidas, junto con el Presidente del Gobierno de España, Pedro Sánchez. - Participación en la recepción ofrecida por el Presidente de Estados Unidos, Joe Biden. - Reunión de trabajo con empresarias y empresarios en el Consejo de las Américas. - Reunión con el Secretario General de la OCDE, Mathias Cormann. - Reunión bilateral con la primera ministra de Nueva Zelanda, Jacinda Ardern. - Participación en el foro del programa de líderes mundiales de la Universidad de Columbia. |
| 5  | Tailandia      | Bangkok          | 16 - 19 de noviembre  | - Participación en un conversatorio con estudiantes y académicos de la Universidad de Chulalongkorn. - Participación en la Cumbre APEC Tailandia 2022. - Participación en la CEO Summit APEC 2022, “Building sustainable economies, businesses and societies" en el Hotel The Athenee. - Reunión bilateral con el primer ministro de Canadá, Justin Trudeau. - Reunión bilateral con el primer ministro de Japón, Fumio Kishida. - Participación en la Cena de Gala de los Líderes de las Economías APEC 2022 Tailandia. - Reunión bilateral con el presidente de la República Popular de China, Xi Jinping. - Audiencia con el rey de Tailandia, Maha Vajiralongkorn en el Gran Palacio de Bangkok. - Reunión con el primer ministro de Australia, Anthony Albanese. - Reunión bilateral con el presidente de la República Socialista de Vietnam, Nguyễn Xuân Phúc. - Reunión con la directora del Fondo Monetario Internacional, Kristalina Gueorguieva. |
| 6  | México         | Ciudad de México | 22 - 24 de noviembre  | - Visita oficial de Estado, reunión bilateral con el Presidente Andrés Manuel López Obrador. - Desayuno junto a empresarios mexicanos. - Entrega de ofrenda floral en el Monumento a los Niños Héroes. - Visita a la Escuela Gabriela Mistral de Coyoacán, perteneciente al programa Escuelas Chile. - Participación en Sesión Solemne del Senado de México. - Reunión bilateral con el presidente de Coordinación Política del Senado, Ricardo Monreal Ávila. - Reunión con la jefa de Gobierno de Ciudad de México, Claudia Sheinbaum Pardo y nombramiento como Huésped Distinguido, en el Antiguo Palacio del Ayuntamiento. - Encuentro con congresistas chilenos participantes de la Alianza del Pacífico, en la Embajada de Chile en México. |

#### 2023

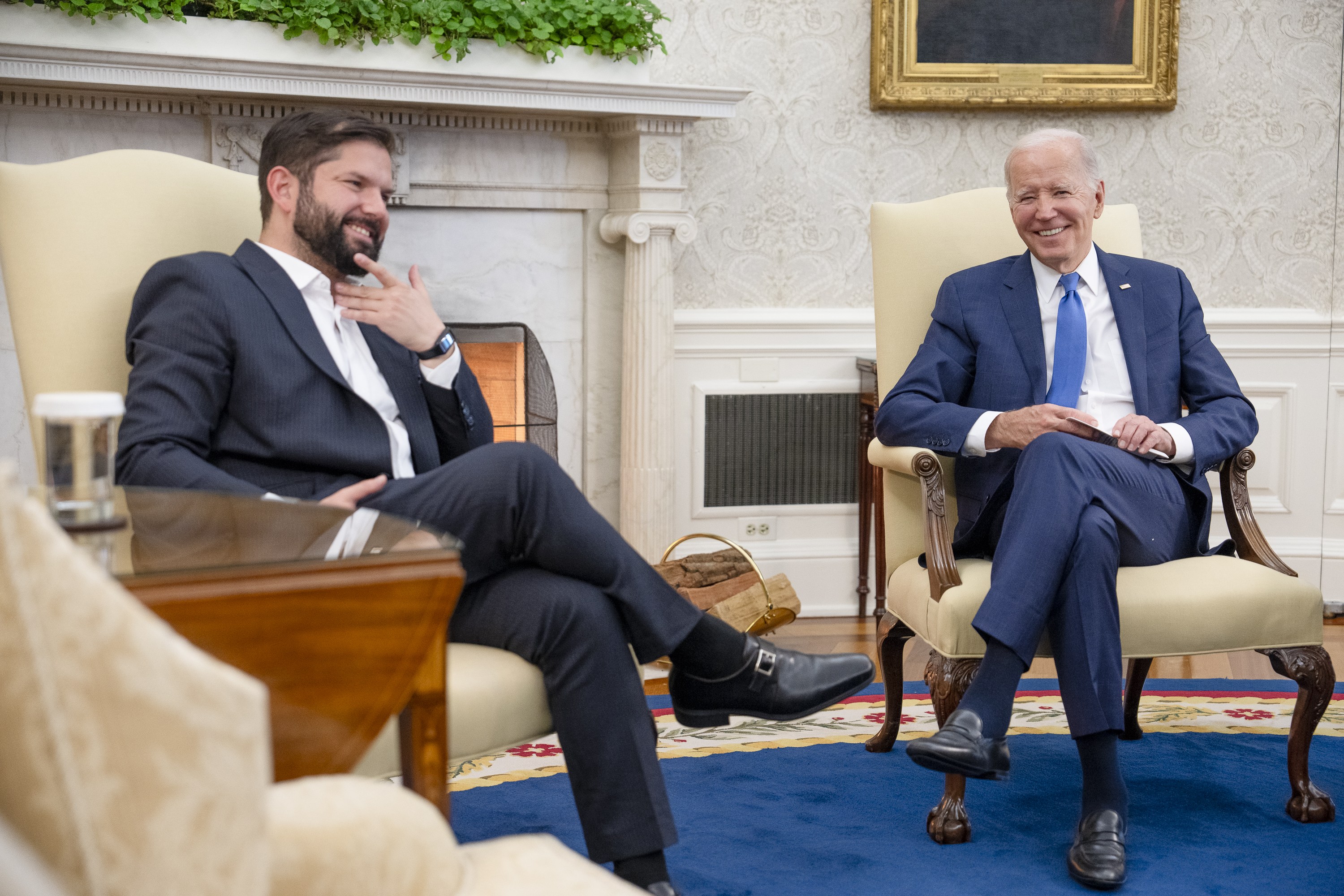
El Presidente Boric junto al Presidente de Estados Unidos, Joe Biden, en Washington D. C., Estados Unidos, el día 02 de noviembre de 2023.
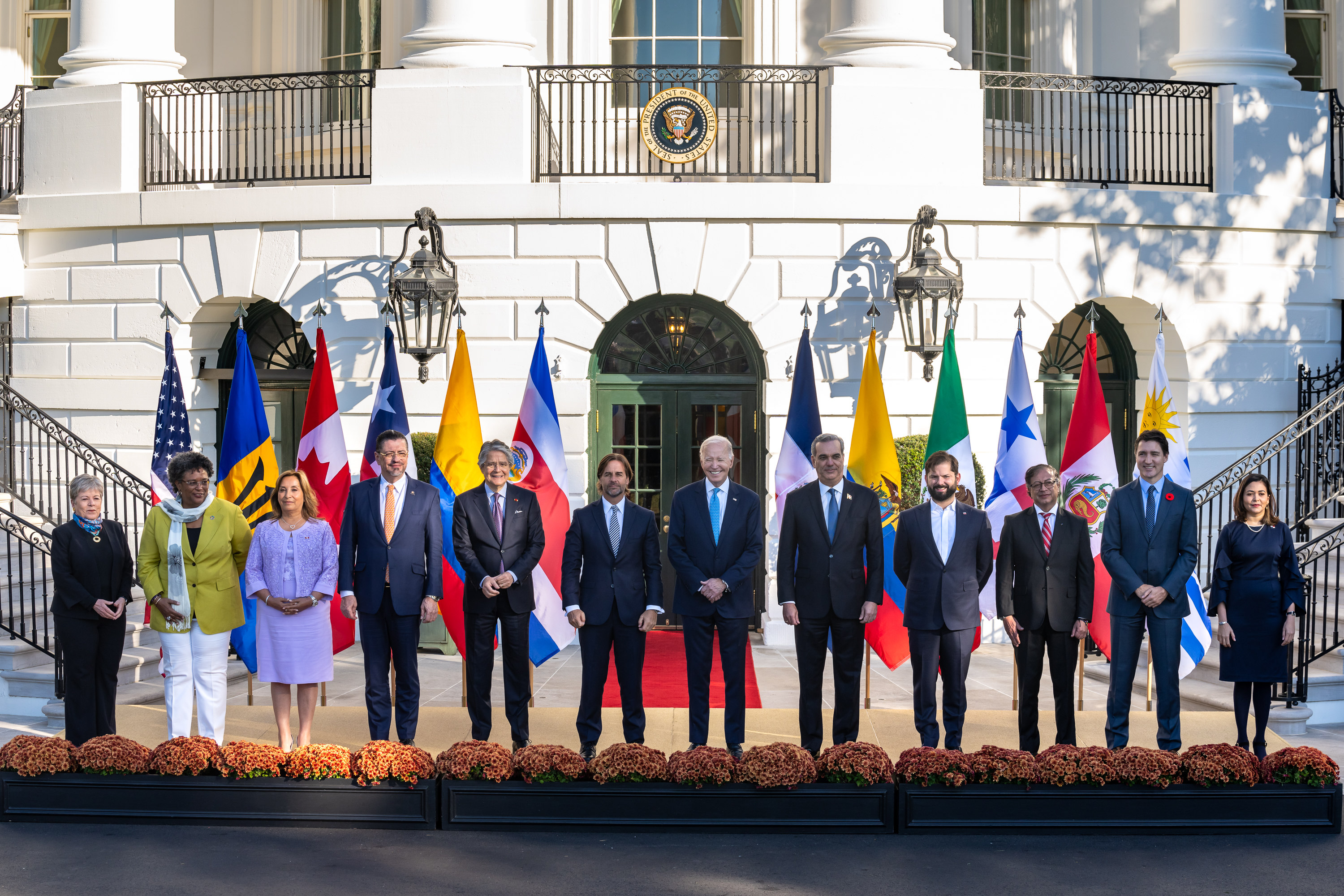
El Presidente Boric junto a los líderes de la Alianza para la Prosperidad Económica de las Américas (APEP), en Washington D. C., Estados Unidos, el día 03 de noviembre de 2023.
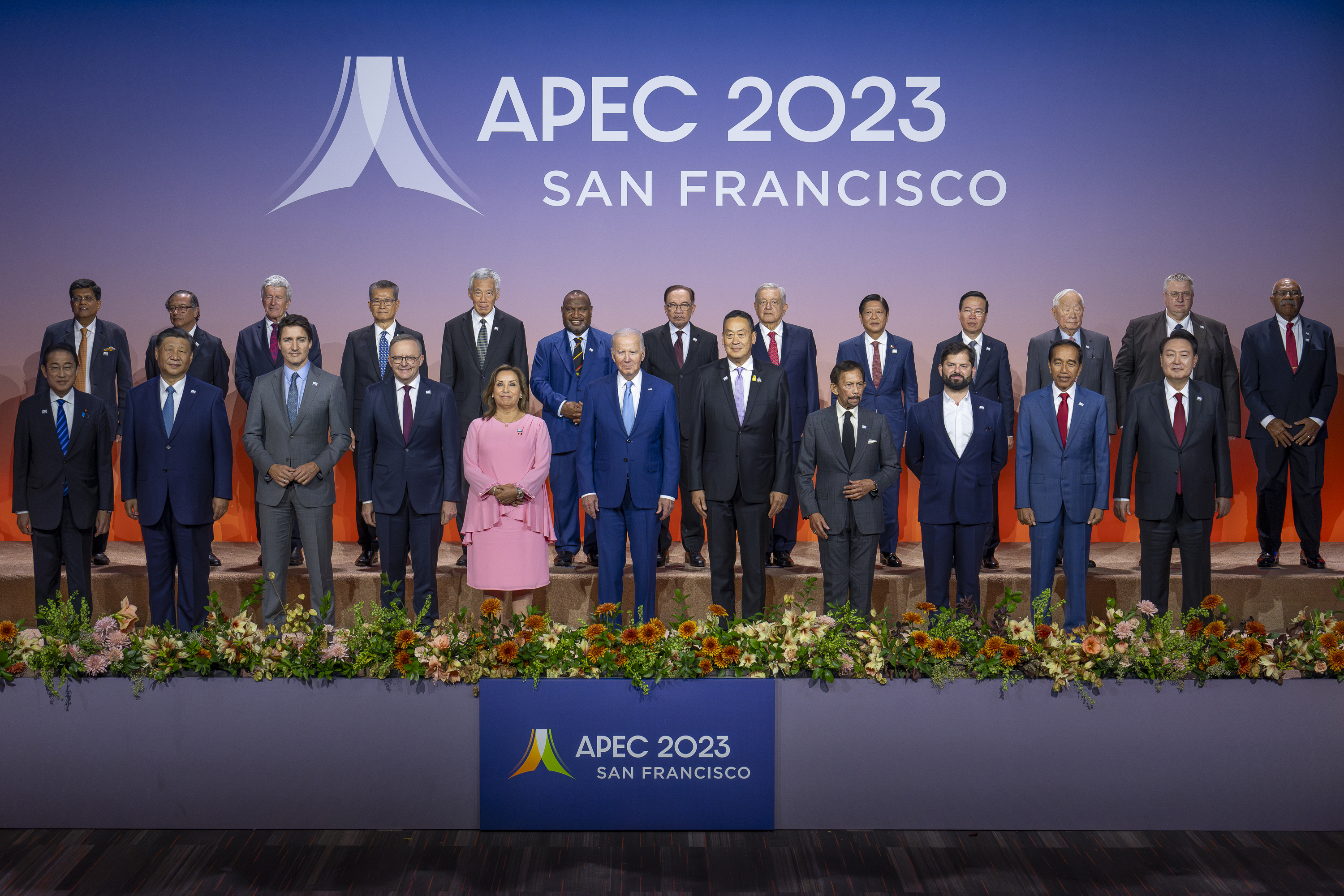
El Presidente Boric junto a los líderes del Foro de Cooperación Económica Asia-Pacífico (APEC), en San Francisco, Estados Unidos, el día 16 de noviembre de 2023.
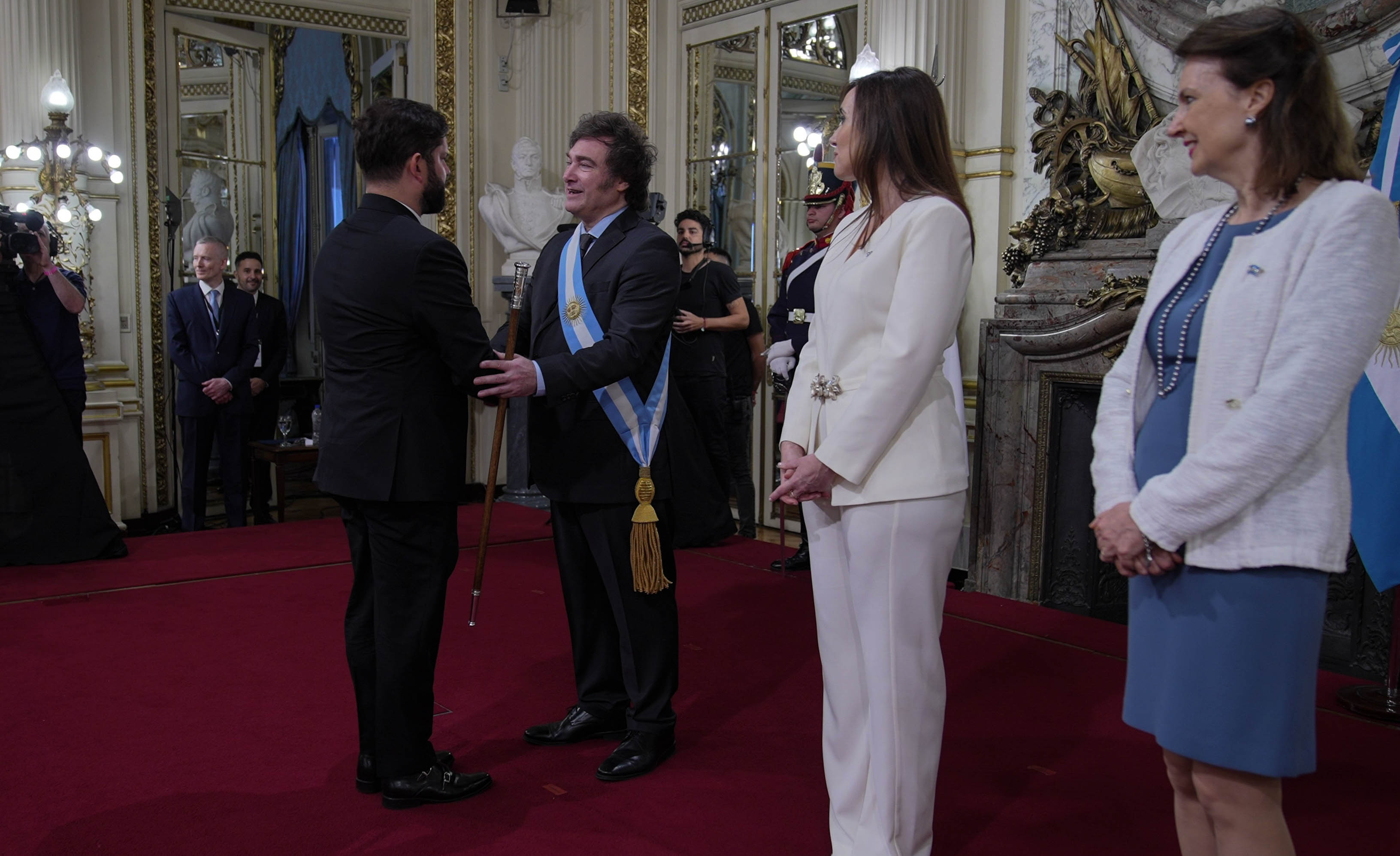
El Presidente Boric asiste a la toma de posesión del nuevo Presidente de Argentina, Javier Milei, en Buenos Aires, Argentina, el día 10 de diciembre de 2023.

| N° | País                 | Ciudad(es)                  | Fecha                 | Motivo principal - Actividad |
| -- | -------------------- | --------------------------- | --------------------- | --- |
| 1  | Brasil               | Brasilia                    | 01 - 02 de enero      | - Participación en la toma de posesión de Luiz Inácio Lula da Silva como Presidente de Brasil. - Reunión bilateral con el Presidente de Brasil, Luiz Inácio Lula da Silva. |
| 2  | Argentina            | Buenos Aires                | 23 - 24 de enero      | - Participación en la VII Cumbre de jefes de Estado de la CELAC. - Reunión bilateral con el director general de la FAO, Qu Dongyu. - Reunión bilateral con el Presidente del Consejo Europeo, Charles Michel. |
| 3  | República Dominicana | Santo Domingo               | 23 - 25 de marzo      | - Participación en la XXVIII Cumbre Iberoamericana. - Reunión bilateral con el Presidente de Uruguay, Luis Lacalle Pou. - Reunión bilateral con el Presidente de República Dominicana, Luis Abinader. - Participación en la Cumbre Iberoamericana de Jóvenes Líderes. - Reunión bilateral con el Primer ministro de Portugal, António Costa. - Participación en Foro de Gobiernos Progresistas. |
| 4  | Brasil               | Brasilia                    | 29 - 30 de mayo       | - Participación en la reunión de Presidentes de los Países de América del Sur. |
| 5  | España               | Madrid                      | 13 - 15 de julio      | - Reunión bilateral con el Presidente del Gobierno de España, Pedro Sánchez en el Palacio de la Moncloa. - Reunión bilateral con el Rey de España y jefe de Estado, Felipe VI de España. - Participación en un encuentro organizado por la Confederación de Organizaciones Empresariales. - Entrevista en el medio español Radio Cadena SER, con el periodista Javier del Pino. - Participación en la ceremonia conmemorativa "Chile: Memoria y Futuro a 50 años del Golpe Militar", realizado en la Casa de América. |
| 5  | Bélgica              | Bruselas                    | 16 - 17 de julio      | - Participación en la III Cumbre de la CELAC - UE. - Reunión bilateral con el ministro-Presidente de la Región de Valonia de Bélgica, Elio Di Rupo. - Reunión con el presidente del Banco Interamericano de Desarrollo, Ilan Goldfajn. - Reunión bilateral con el primer ministro de Haití, Ariel Henry. - Reunión bilateral con el jefe de Gobierno de Finlandia, Petteri Orpo. - Reunión bilateral con el primer ministro de Países Bajos, Mark Rutte. - Reunión bilateral con el Canciller Federal de Austria, Karl Nehammer. - Reunión bilateral con la primera ministra de Dinamarca, Mette Frederiksen. |
| 5  | Suiza                | Meyrin Ginebra              | 18 - 19 de julio      | - Visita al Gran Colisionador de Hadrones LHC en dependencias de la Organización Europea para la Investigación Nuclear. - Reunión con el director general de la Organización Mundial de la Salud, Tedros Adhanom. - Reunión con la directora general de la Organización Mundial del Comercio, Ngozi Okonjo-Iweala. |
| 5  | Francia              | París                       | 20 - 22 de julio      | - Visita oficial de Estado, recibimiento en el Hotel National des Invalides por la Guardia Militar de Francia. - Reunión bilateral con el Presidente de Francia, Emmanuel Macron. - Reunión con la Alcadesa de París, Anne Hidalgo en el Ayuntamiento de París. - Reunión con la directora general de Unesco, Audrey Azoulay. - Conferencia en el Salón Richelieu de la Universidad de La Sorbonne. - Reunión con la secretaria general adjunta de la Organización para la Cooperación y el Desarrollo Económicos, Kerry Ann Jones. - Participación en la exhibición del documental inédito “Revoir l´Ambassade, mémoires franco-chiliennes”. |
| 6  | Paraguay             | Asunción                    | 14 - 15 de agosto     | - Participación en la toma de posesión de Santiago Peña como Presidente de Paraguay. |
| 7  | Estados Unidos       | Nueva York Washington D. C. | 20 - 23 de septiembre | - Participación en la 78° Asamblea General de la Organización de las Naciones Unidas. - Reunión bilateral con el primer ministro de Canadá, Justin Trudeau. - Reunión bilateral con el Presidenta de Perú, Dina Boluarte. - Reunión bilateral con el Presidente de Ucrania, Volodímir Zelenski. - Participación en la reunión de Alto Nivel sobre Cobertura en Salud Universal. - Reunión con el Secretario General de Naciones Unidas, António Guterres. - Reunión bilateral con el Presidente de Paraguay, Santiago Peña. - Conferencia ante alumnos y profesores de la Columbia Business School. - Participación en la Sesión del Consejo Permanente de la OEA. - Participación en el acto conmemorativo de los 50 años del Golpe de Estado de 1973 y de los asesinatos de Orlando Letelier y Ronni Moffitt. |
| 8  | China                | Pekín Chengdu               | 14 - 18 de octubre    | - Visita oficial de Estado, participación el III Foro de la Franja y la Ruta para la Cooperación Internacional. - Reunión bilateral con el Presidente de la República Popular de China Xi Jinping. - Reunión con el Presidente de la Asamblea Popular Nacional de China, Zhao Leji. . - Participación en inauguración de la Chile Week China 2023. - Participación en un conversatorio con estudiantes y académicos de la Universidad de Chengdu. - Recorrido patrimonial por la Gran Muralla China. - Recorrido patrimonial por la Ciudad Prohibida. |
| 9  | Estados Unidos       | Washington D. C.            | 02 - 03 de noviembre  | - Reunión bilateral con el presidente de Estados Unidos de América, Joe Biden en la Oficina Oval de la Casa Blanca. - Participación en la I Cumbre de la Alianza para la Prosperidad Económica de las Américas (APEP). - Participación en el Foro de Inversión Responsable, en el marco de la Cumbre de Líderes APEP. - Reunión bilateral con el Presidente de Colombia, Gustavo Petro. - Reunión con el Presidente del Banco Interamericano de Desarrollo, Ilan Goldfajn . |
| 10 | Estados Unidos       | San Francisco               | 15 - 16 de noviembre  | - Participación en la Cumbre APEC Estados Unidos 2023. - Participación en la CEO Summit APEC 2024 "Crear oportunidades económicas" en Moscone West Convention Center. - Reunión con la comunidad chilena de San Francisco, California. |
| 11 | Argentina            | Buenos Aires                | 10 de diciembre       | - Participación en la toma de posesión de Javier Milei como Presidente de Argentina. |

#### 2024

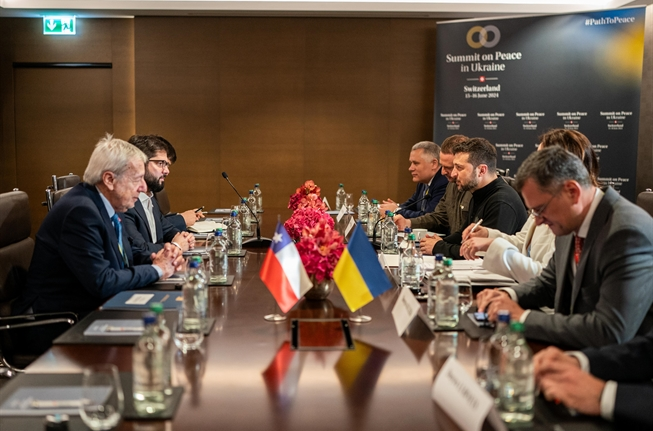
El Presidente Boric junto al Presidente de Ucrania, Volodímir Zelenski, en Suiza, el día 15 de junio de 2024.
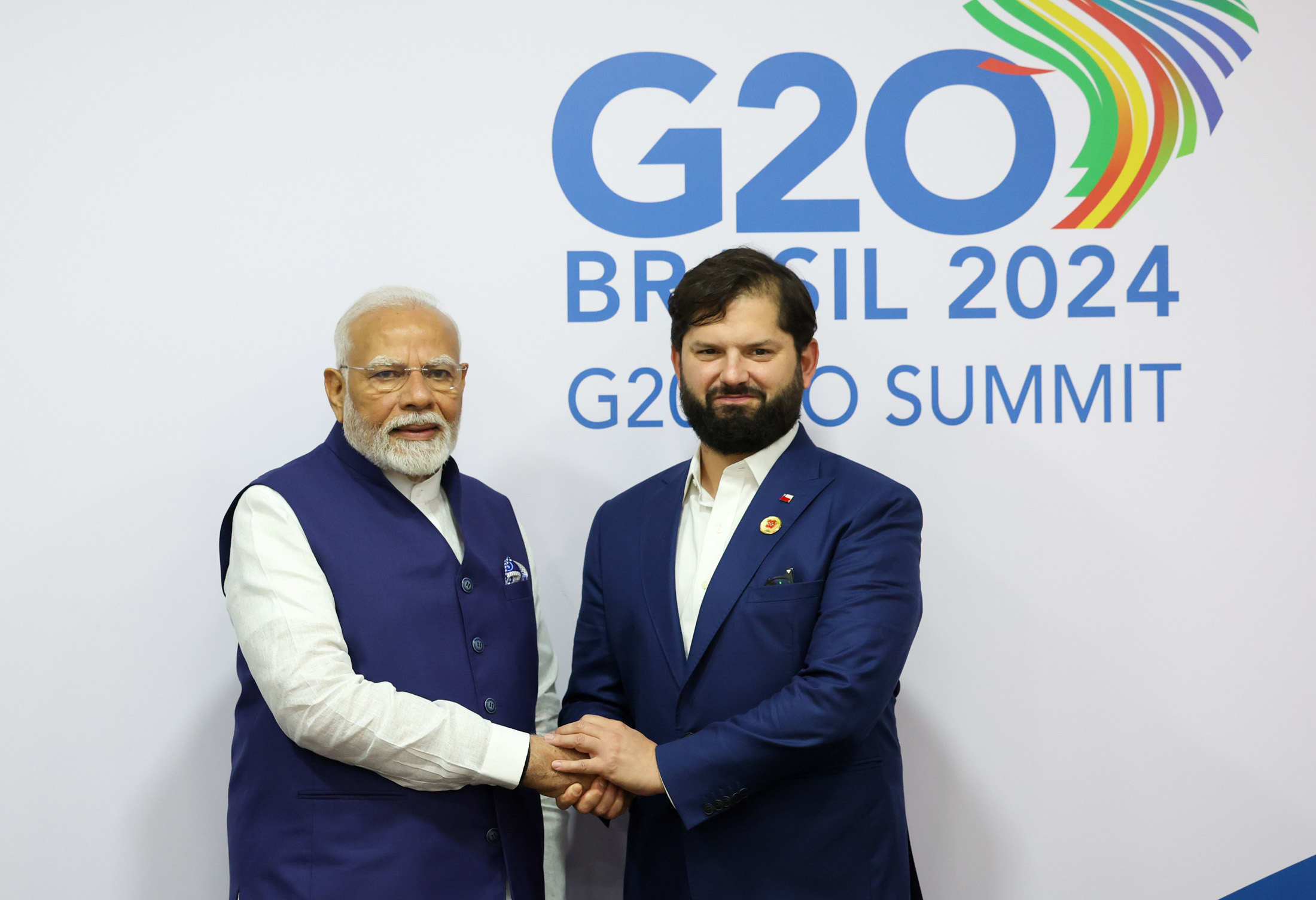
El Presidente Boric junto al primer ministro de la India, Narendra Modi, en Río de Janeiro, Brasil, el día 19 de noviembre de 2024.
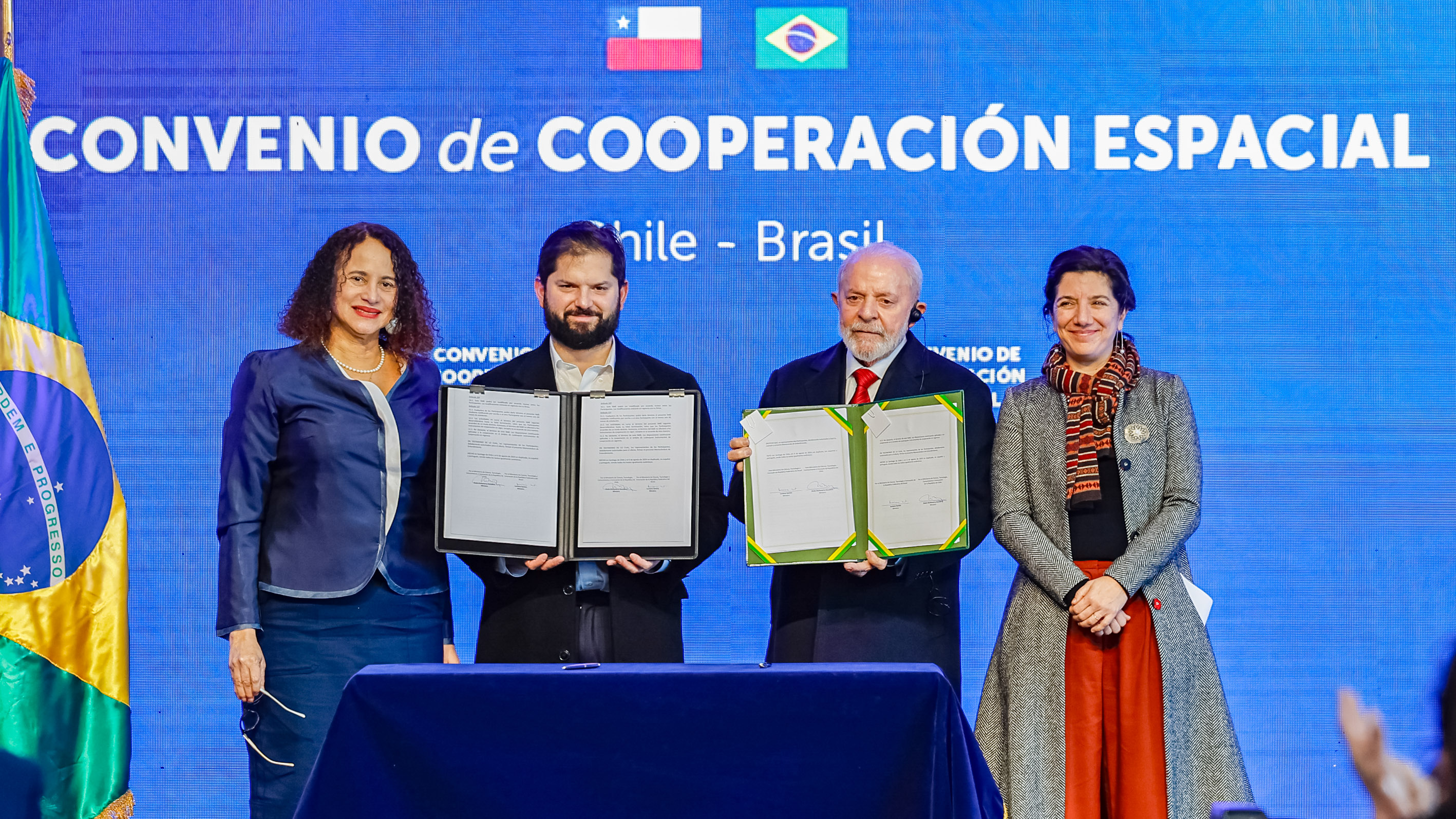
El Presidente Boric junto al presidente de Brasil Lula da Silva firmando un convenio de Cooperación Espacial, Santiago de Chile, el día 6 de agosto de 2024.
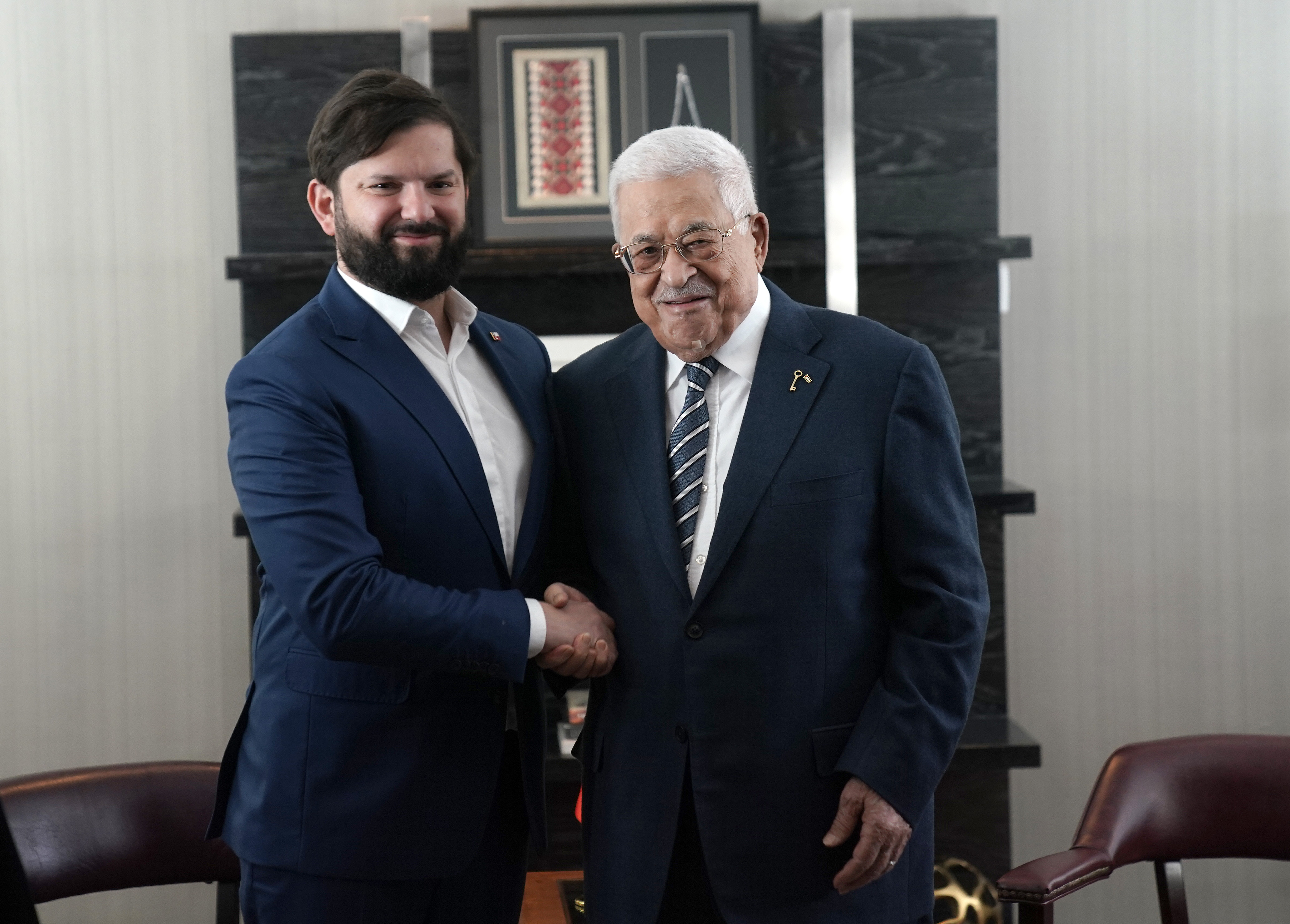
El Presidente sostiene reunión bilateral con el Presidente del Estado de Palestina, Mahmud Abás, Nueva York, Estados Unidos, el día 23 de septiembre de 2024.

| N° | País                   | Ciudad(es)           | Fecha                           | Motivo principal - Actividad |
| -- | ---------------------- | -------------------- | ------------------------------- | --- |
| 1  | Guatemala              | Ciudad de Guatemala  | 14 de enero                     | - Participación en la toma de posesión de Bernardo Arévalo como Presidente de Guatemala. - Reunión bilateral con el Presidente electo de Guatemala, Bernardo Arévalo. - Reunión bilateral con el Alto representante de la Unión Europea para Asuntos Exteriores y Política de Seguridad, Josep Borrell. |
| 2  | Alemania               | Berlín               | 11 de junio                     | - Reunión bilateral con el Presidente Federal de Alemania, Frank-Walter Steinmeier. |
| 3  | Suecia                 | Estocolmo            | 12 - 14 de junio                | - Reunión bilateral con el Rey Carlos XVI Gustavo de Suecia - Reunión bilateral con el primer ministro Ulf Kristersson. - Reunión con chilenos residentes en Suecia |
| 4  | Suiza                  | Cerca de Bürgenstock | 15 - 16 de junio                | - Participación en la cumbre de Paz para Ucrania. - Reunión bilateral con el Presidente de Ucrania Volodímir Zelenski - Reunión bilateral con el primer ministro de Irlanda Simon Harris - Reunión bilatera con el Presidente de Finlandia Alexander Stubb - Reunión bilateral con la Presidente de la Confederación Suiza Viola Amherd |
| 5  | Francia                | París                | 17 de junio                     | -Reunión bilateral con el Presidente de la República Francesa Emmanuel Macron. |
| 6  | Paraguay               | Asunción             | 17 de julio                     | - Reunión bilateral con el Presidente de Paraguay, Santiago Peña, visita centrada en el comercio. |
| 7  | Emiratos Árabes Unidos | Abu Dabi Dubái       | 29 - 30 de julio                | - Reunión bilateral con el Presidente de Emiratos Árabes Unidos y emir de Abu Dabi, Mohamed bin Zayed Al Nahayan. |
| 8  | Estados Unidos         | Nueva York           | 24 - 30 de septiembre           | - Participación en la 79° Asamblea General de la Organización de las Naciones Unidas. - Participación en la "Cumbre del Futuro", enfocada en paz, seguridad, desarrollo sostenible y Derechos Humanos. - Reunión bilateral con la presidenta de la Comisión Europea, Ursula von der Leyen. - Encuentro con el secretario general de la ONU, António Guterres. - Reunión bilateral con el Presidente del Estado de Palestina, Mahmud Abás. - Co-encabezó, junto al Presidente de Palau Surangel Whipps Jr., el impulso para la ratificación del "Acuerdo BBNJ", sobre biodiversidad marina en áreas fuera de jurisdicción nacional. - Participación en el encuentro "En defensa de la democracia, lucha contra el extremismo", convocado por Luiz Inácio Lula da Silva y Pedro Sánchez. - Cierre de la visita con la intervención en el "World Leaders Forum" de la Universidad de Columbia, centrada en la democracia y los derechos humanos en América Latina. |
| 9  | México                 | Ciudad de México     | 30 de septiembre - 1 de octubre | - Participación en la toma de poseción de Claudia Sheinbaum como Presidente de México. |
| 10 | Perú                   | Lima                 | 15 de noviembre                 | - Participación en la Cumbre APEC Perú 2024. - Reunión bilateral con el presidente de la República Popular de China, Xi Jinping. - Reunión bilateral con el primer ministro de Canadá, Justin Trudeau. |
| 11 | Brasil                 | Río de Janeiro       | 19 de noviembre                 | - Participación en la cumbre del G-20 de Río de Janeiro. - Reunión bilateral con el primer ministro de la India Narendra Modi - Reunión bilateral con el primer ministro del Reino Unido Keir Starmer. |

#### 2025
| N° | País    | Ciudad(es)     | Fecha                    | Motivo principal - Actividad |
| -- | ------- | -------------- | ------------------------ | --- |
| 1  | Uruguay | Montevideo     | 3 de febrero             | - Reunión con Luis Lacalle Pou y José Mujica |
| 2  | India   | Nueva Delhi    | 31 de marzo - 4 de abril | - Compromiso para concretar un Acuerdo de Asociación Estratégico Integral                                                                              |
| 3  | Japón   | Tokio y Osaka  | 10 y 11 de mayo          | - Reunión bilateral con el primer ministro de Japón, Shigeru Ishiba - Lider de las actividades del Día de Chile en la Expo Osaka                       |
| 4  | China   | Pekín          | 12 y 13 de mayo          | - Reunión bilateral con Xi Jinping - Participación en la cumbre ministerial entre la Comunidad de Estados Latinoamericanos y Caribeños (Celac) y China |
| 5  | Brasil  | Río de Janeiro | 6 de julio               | - Reunión bilateral con Lula da Silva - Participación en la cumbre del BRICS                                                                           |

### Viajes futuros

#### 2025
| País                 | Ciudad(es)    | Fecha       | Motivo principal - Actividad                          |
| -------------------- | ------------- | ----------- | ----------------------------------------------------- |
| República Dominicana | Santo Domingo | Por Definir | - Participación en la X Cumbre de las Américas.       |
| Corea del Sur        | Por Definir   | Noviembre   | - Participación en la Cumbre APEC Corea del Sur 2025. |

## Niveles de aprobación y desaprobación

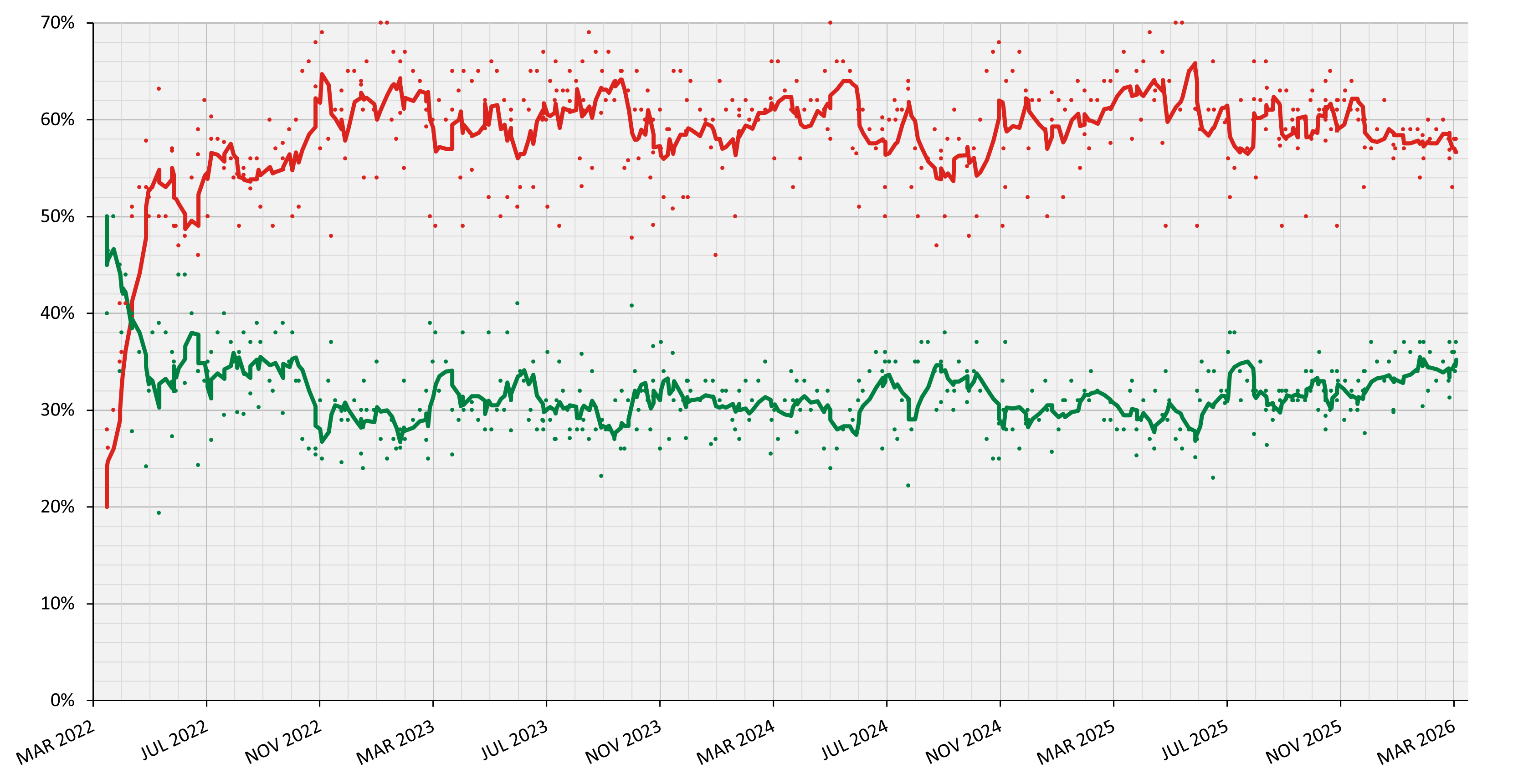
Línea de tendencia móvil de las 6 últimas encuestas de la aprobación y desaprobación durante todo el período de gobierno. Cada punto representa el resultado de una encuesta.

En abril de 2023, Boric increpó a un periodista gráfico que lo fotografió en su despacho, en el Palacio de La Moneda. Este gesto levantó alertas en académicos de diversas escuelas de periodismo en Chile y en el Colegio de Periodistas chileno debido a la tensión provocada por el rol de la prensa en los espacios públicos.